# 創聖のアクエリオン
『創聖のアクエリオン』（そうせいのアクエリオン、Genesis of Aquarion）は、日本のSFロボットアニメ。テレビ東京ほかの深夜枠にて2005年4月から9月まで全26話が放送された。キャッチコピーは「あなたと合体したい」。

## 概要
あらゆる感情をエネルギーに変換して発する数々の必殺技と、司令官・不動GENの発言の数々や印象的な主題歌を残した作品である。原作無しの深夜アニメとしては異例の、2万円以上の値段設定となる超合金が放送中に発売された（後述のパチンコ版リリース後、パッケージをリニューアルして再発売された）。
凝った変形合体メカや臨場感溢れる戦闘演出など、『マクロスシリーズ』で知られる河森正治の作風を随所に感じさせる作品。生まれや立場の異なる者達が理解し合い、心を通わせることを主題としたストーリーも河森ならではであり、「合体」という言葉に本作品のテーマとも言える意味を付加している。毎回、作中での「創聖合体」場面にて、性行為におけるオーガズム描写を想起させる演出を意図的・効果的に盛り込み、話題を呼んだ。
2007年11月には、パチンコ台『CRフィーバー創聖のアクエリオン』がリリース。当時オリジナル新作深夜アニメを題材としてパチンコ台が作られる事は異例であったが、この台のTVCMの影響力は大きく、テーマソングである「創聖のアクエリオン」は作品本編の放映終了後でありながらオリコンにもチャートインした。また、パチンコ台のホールでの人気も非常に高く、合体演出時にギミックが動くという凝った仕掛けや多彩な演出による娯楽性もあって人気を博し、結果的にそれまで興味のなかった世代も作品に注目して新たなファンを獲得するという逆転現象も起きている。

### アクエリオンシリーズ
後年にタイトルであり主役ロボットの名称でもある「アクエリオン」を作品名に継承したアニメーション作品が不定期に発表されおり、それらは後付けで本作も含めて「アクエリオンシリーズ」と通称される事がある。本項はこれに倣い、遡って本作を「アクエリオンシリーズ」の第1作目と定義する。（以下「(第)1作目」と記載する場合あり）
各シリーズは前作の世界観を受け継いでいたり、殆ど過去作の影響は無かったり、まちまちだが、前述したとおり「アクエリオン」というロボットが主役となっている事、「合体」がキーワードとして使われている点は共通している、

### 以降のアニメシリーズ展開略史
- 2007年 - 1作目の世界観を用いた完全新作OVA作品『創星のアクエリオン』が全2巻でリリース。同年9月22日には本作を基に内容を再構築した完全新作劇場用短編映画『劇場版アクエリオン ─壱発逆転篇─』が全国各地で順次ロードショーされた（OVA版を基に内容を再構築した劇場用映画『劇場版アクエリオン ─創星神話篇─』と併映）。
- 2012年 - 1月から同年6月までテレビアニメシリーズ第2作目『アクエリオンEVOL』が放送される。（制作発表は本作を手掛けた「サテライト」の別作『劇場版 マクロスF 恋離飛翼 〜サヨナラノツバサ〜』本編上映前の特報映像にて[1])
- 2015年 - 同年3月にシリーズ10周年記念として単話アニメ作品『創勢のアクエリオンEVOL』が記念イベントで上映。後述する『アクエリオンロゴス』TV放送初回の前にもテレビ放送。
  - 同年7月から12月までテレビアニメシリーズ第3作目『アクエリオンロゴス』が放送される。（制作発表は上記10周年記念のイベントにて）
- 2023年 - 同年3月にテレビアニメシリーズ第4作目 『想星のアクエリオン Myth of Emotions』制作が発表され[2]、2025年1月から3月まで放送された。

## あらすじ
かつて人類と堕天翅（だてんし）族との間で争われた大戦。“殺戮の天翅”として人類から恐れられていたアポロニアスは人間の戦士・セリアンとの恋に墜ち、堕天翅族を裏切り人類の側についた。囚われの身となったアポロニアスはかつて婚約者だった頭翅の目の前で自ら翅を引き千切り、彼を救出するため侵入していたセリアンを庇った。
大戦が神話となってから1万2千年後、地球環境の大変動により復活した堕天翅は再び人類の敵として立ち塞がった。堕天翅たちは荒廃したアトランディアの復興に必要なプラーナ収集のため、収穫獣により人類を拉致していた。地球が荒廃する中、エレメント能力という特殊能力を持った子供たちが次々に誕生する。人類は堕天翅と再び戦うため、「創聖の書」に記された伝説の機械天使「アクエリオン」を発掘する。
アクエリオンを運用する地球再生機構ディーバは預言者・リーナの予知夢により「太陽の翼」アポロニアスの生まれ変わりとされる人物を求め、エレメント能力者であるピエール、シルヴィアを派遣し捜索に当たらせていた。その頃、そうした事情を知らない野生児アポロは相棒のバロンやチビコと共に食料庫に忍び込み戦利品を漁っていた。ピエールとシルヴィアがアポロと接触したそのとき神話獣が街を襲う。アポロの目の前でバロンら仲間たちが収穫獣に掠われ、アポロ自身も窮地に陥る。
神話獣撃退のため、グレン、シリウス、麗花の三人で初陣を飾ったアクエリオンは「合体」による圧倒的な戦闘力でケルビム兵を撃退するかに見えたが、ディーバ本部司令室に一人の男の高笑いが響く、「笑止千万」。司令官代行であるジェロームをあざ笑うかのように現れたその男こそ、行方不明になっていたアクエリオン発掘調査団の一人不動GENだった。彼の語る「三本の矢」の予言は的中。麗花がパニックに陥ったことによりアクエリオンは一転して窮地に立たされ「合体」は破られた。擱座したベクタールナにはシルヴィアが乗り込む。
ビルに同化した神話獣に囚われていたアポロは突如頭に浮かんだ言葉を声の限りに叫ぶ、「アクエリオーン!」。不思議な力に導かれ、戒めを解き放ったアポロは翼が生えたような姿で宙に舞う。アポロの声に呼応するかのようにベクターソルがアポロを迎え入れる。搭乗席に座ったアポロに翼持つ謎の男が語りかける、「唱えよ、創聖合体」。半信半疑のアポロはベクタールナに搭乗したシルヴィア、ベクターマーズに搭乗したシリウスの懸念と疑念をよそに声を限りに「創聖合体!Goアクエリオン!」と叫ぶ。
アポロのかけ声に応じ、ベクターソルは鮮やかに他の2機を救出し、3機は創聖合体を果たす。神々しいまでの光を放ち大地に立つソーラーアクエリオン。「行くぜ友よ。我に力を」アポロの発揮する圧倒的な力でケルビム兵をねじ伏せるアクエリオン。その頃、アトランディアではアクエリオンの復活に呼応するかのように長き眠りについていた頭翅も目覚めようとしていた。
アポロはエレメントスクールに迎え入れられ即一軍入りを果たす。また不動は教官としてエレメント候補生たちの訓練にも関わるようになる。更に追加の候補生としてジュンとつぐみが加わった。その一方、重傷を負ったグレンは集中治療を受ける身となり、麗花はトラウマから本来の力を発揮出来なくなる。アポロはバロンやチビコたちを助けたいという思いからしばしば和を乱してアトランディアに乗り込もうと焦る。だが、度重なるケルビムの襲来にアクエリオンは危機に晒され、その都度特訓の成果を発揮して戦況を打開していく。アポロとシリウスは犬猿の仲ではあったが二人の反目がアクエリオンの新たな力を呼び覚まし、「無限拳」などの必殺技を解放していく。またエレメント能力者たちはそれぞれの過去やトラウマと対峙し、克服していく。ディーバを去る決意をした麗花もアポロの後押しで殻を打ち破り、完全復活を果たす。
一方、頭翅はアクエリオンの無様な戦いを半ば嘲弄するかのような態度に終始していたが、ディーバが琥珀に封じられた翅を保管していると知り奪還のため自ら行動を起こす。音翅と共に襲来した頭翅はバロンを人質としてディーバの結界を破って基地内に潜入。アポロとシルヴィアは琥珀の翅に触れて過去生とアクセスしてしまう。更に翅に呼応して出現したシリウスとシルヴィア兄妹が隠し持つ紅い翅をアポロは目撃してしまう。その事実は頭翅にも目撃された。麗花はつぐみ、ピエールと共に音翅を倒すため大破したアクエリオンを急造のアクエリオン・ソルナで撃退。バロンを殺されたことでアポロは頭翅を仇と憎むようになり、シルヴィアはアポロへの恋慕に目覚め、シリウスは秘密の露見を恐れ、頭翅は新たな画策を始める。物語は重大な転換点を迎えた。
更に戦いを重ねるうち堕天翅族最後の子供双翅が参戦。双翅は無邪気な態度で戦いに臨み徒に被害を拡大させる。そんな双翅を「おしおき」するためアポロたちは倒すが、人類は双翅を捕らえるやその翅を毟るという行為で惨殺する。この行為は頭翅の逆鱗に触れる。双翅への行為にディーバ設立のためアリシア王国を滅ぼした人類の残酷さを改めて認識したシリウスは頭翅にその身を委ね見限る決意を固め、ベクターマーズと共にアトランディアに離反し、新たに詩翅を名乗ってかつての仲間たちに容赦のない戦いを挑む。その窮地に人類は量産機である強攻型アクエリオンを投入。その一機には双翅の翅を移植されたグレンが搭乗していた。グレンと詩翅が激闘を繰り広げるのに心を痛めたシルヴィアは擱座したベクターオメガで不足を補ったアクエリオンエンジェルで詩翅を自ら撃退し、兄との決別を宣言する。だが、ディーバ基地に潜入した詩翅はシルヴィアを拉致。更に詩翅が加わったことで新種の神話獣が誕生し、降り積もる雪のような神話獣でディーバを襲撃。その攻撃により二軍メンバーやクロエ、ジェロームらは次々と昏睡状態に陥るのだった。
事態打開のためシルヴィアの奪還とアトランディア侵攻を図るディーバはつぐみをヘッドとしたアクエリオンエンジェルでアトランディアの結界を破る。だが、それを好機とみて強攻型アクエリオン部隊が突入。アトランディア内部への侵入を許した堕天翅たちは両翅を先鋒として迎撃に当たる。力を使い果たしたつぐみにかわってピエールが搭乗し、アトランディアに乗り込んだアポロ、麗花らは詩翅や頭翅との戦いに臨む。その戦いの最中にシリウスが致命傷を負い、更に過去生が二つに分かれたセリアンの闇の記憶を持つ者と暴露され、シリウスの籠絡は内部分裂を目論んだ頭翅の謀略だと明かされる。身体と共に自尊心を深く傷つけられたシリウスは頭翅に憎悪を向ける。更に麗花の呼びかけで自我を取り戻したグレンは両翅と差し違えて戦死を遂げる。ベクタールナを奪って逃走を図った頭翅を追い、アポロとシリウスのベクターが追撃する。麗花はピエールに加え、ディーバ基地からの瞬間移動で参戦したリーナを加えた三機の強攻型ベクターで合体し音翅を倒す。
不動はシルヴィアに呼びかけ「手を合わせた間になにがある？」と問う、シルヴィアは両手の間に生じた闇の奥に芽生える光を見る。それぞれがヘッド化し無益な戦いを繰り広げる三者を宥め結びつけるシルヴィアの導きによりアポロ、シリウス、頭翅は合体を果たし、ソーラーアクエリオンは金色に輝く「太陽の翼」となった。三人はわだかまりを超えて生命の樹を救うため「無限合体拳」を発動させ、割れる大地を繋ぎ止める新たな生命の樹となる。アポロは別れ際のシルヴィアに1万2000年後の再会を約束してシリウス、頭翅と共に人柱となるのだった。

## 登場人物

### ディーバ / エレメントスクール
アポロ（APOLLO）
声 - 寺島拓篤
本作の主人公。推定13歳。劇中ではアトランディア最強の守護天翅“アポロニアス”の生まれ変わりとされているが、「オレは、オレだ」と本人は否定している（次作でペットの“翅犬”の生まれ変わりであることが示唆されている）。時折、アクエリオンの力により過去生にアクセスしてアポロニアスへと人格転移する（が、あくまで翅犬の記憶から引き出しているだけである。またアポロニアスは不動GENである）。
難民キャンプに独りでいたところをバロンに助けられて以来、相棒となって行動を共にしていた。アポロという名もバロンが名付けた。その後は同じ身寄りのないチビコら子供達と盗んだ食料を分け合い、荒廃した街で厳しい環境を生き抜いていた。第1話でエレメント能力者の捜索任務にあたっていたシルヴィアとピエールに発見される。収穫獣の襲撃でバロン、チビコを含む仲間達が全員連れ去られ、自身も捕らわれそうになったことでエレメント能力者として覚醒。アポロニアスに導かれ、機械天翅アクエリオンの搭乗者となりケルビム兵を撃破した。ディーバに保護され、以後はエレメントスクールの一員となる。リーナからは『闇の獣』と呼ばれ（彼女の心の眼では四足歩行の獣に映っていた）、怒りに我を忘れると黒い禍々しい闘気を全身から放つ。
根っからの野生児で実益（捕食）を兼ねた狩りが趣味。視力は両目とも5.0以上。野生の勘が鋭く、赤外線レーザーでイオン化した空気の匂いを嗅げるほど鼻が利く。このためライバルのシリウスからはしばしば野良犬と表される。その食い意地は周囲が呆れるほど。非常に戦闘能力が高く、エレメントスーツを着用せずとも神話型アクエリオンを乗りこなす反面、友を助けたい気持ちも相まってヘッドを無理やり務めようとしたり、単身アトランディアへ乗り込もうとするなどしばしば和を乱す行動をしていた。だが、不動の特訓と助言。また、戦いを通じて新たな仲間達との友情を深める内に、人間的に成長を遂げる。根は友情に厚く仲間思いであり、また粗野に見えて繊細で、他者の気持ちにも敏感。そういった面は、時に麗花やピエールを立ち直らせ、孤立していたリーナを導いた。次作『アクエリオンEVOL』において「野卑で身勝手かつ独り善がり」という性格の半分はカグラに、「繊細で（人間関係においては）不器用だが純粋で心優しい」という性格の半分はアマタに受け継がれた。
ディーバ基地への潜入を目論む頭翅の策略でバロンを目の前で殺され、シリウスやシルヴィアの抱える翅の秘密を知ってしまう。シルヴィアとは最初反目するも、次第に相思相愛の間柄となる。生まれや性格が正反対のシリウスとは相容れず度々衝突を繰り返すも、二人が対立し互いを認め合うことでアクエリオンは秘めた力を解放していく。
主にベクターソルに搭乗（OVA版でも同様）。ソーラーアクエリオンのヘッド（アポロ搭乗時のみソーラーアクエリオンと呼称される）。作中終盤までは「太陽の翼」はアポロを指すのではないかと思われていたが、頭翅の求める「太陽の翼」とは神話的複合生命体であるアクエリオンそのものを指す。最終話において、太陽の翼を以って地球を救うために、頭翅・シリウスとともに新たな生命の樹となった神話型アクエリオンと共に世界を救う人柱の一人となった。その際、シルヴィアに「1万と2000年後に逢おう」と告げた。こうして、アポロとシルヴィアとしては永遠の別れとなったが、その言葉通り1万2000年後に再会は果たされることとなる。
OVA版では、人里を離れて暮らす老人に育てられた野生児という設定だが、TV版よりもやや大人びている。自然を破壊する人間達を憎悪し、森や動物達と暮らしていた。神話型アクエリオンの発見と同時にディーバに迎え入れられるが、就寝中に何者かに刺される。
『アニメージュ』の企画「第28回アニメグランプリ」では「男性キャラクター部門」で第48位にランクインした。
シルヴィア・ド・アリシア（Silvia De ALISIA）
声 - かかずゆみ
本作のヒロイン。14歳。シリウスだけにはシルヴィと呼ばれている。短めの前髪が特徴。12000年前の大戦で、堕天翅族のアポロニアスと恋に落ちた人間の女戦士セリアンの過去生を持つ。つまり、（光の記憶を受け継ぐ）セリアンの転生者。アポロが人格転移した際にはセリアンの人格が蘇る。アポロニアスとセリアンの娘、アリシア姫の子孫で、シリウスとは兄妹。アリシア王国の王女として育てられた。体術面に優れ、壁を殴り壊せるほどの怪力を持つ。念動力を使う。勝ち気でロマンチストなじゃじゃ馬娘。アポロに負けず劣らず食い意地が張っている。またがさつでよく物を壊す。アポロからは「ボケ姫」などと罵られる。
両親を喪い、共に唯一の血縁者であるという特殊な兄弟関係からか極度のブラコン（血が繋がっていなかったら恋人になりたいと考えているほど）で、シリウスと仲の良い麗花に嫉妬するが１話のように負傷した時は駆け寄って心配する。最初は野蛮なアポロを毛嫌いしていたが、二人で琥珀に封じ込められていた翅に触れ過去生にアクセスしたことや、合体を通じてアポロの感情や過去の記憶を知ったこと、何よりアポロが見せる強さや優しさに触れたことで、アポロを深く愛するようになる。シリウスとは異なり、仲間達と積極的に交流し溶け込む。
主にベクタールナに乗り込む（OVA版ではベクターデルタに乗る）。アポロニアスとセリアンの娘で両手に翅を持つアリシア姫の子孫であるため、「翅を受け継ぐ者」（堕天翅族の末裔）として左手に赤い翅がついており、シリウスの翅が右手にあることと対照的である。赤い翅は常にリストバンドで隠している。
セリアンは純粋な人間であり、翅は彼女の過去生を受け継ぐ証ではなく、アリシア王家がアポロニアスとセリアンの娘であるアリシア姫の末裔であるため代々、身体的特徴として受け継いできた可能性がある。
後に離反したシリウスの誘いを蹴って、アポロや仲間達を選び最愛の兄と戦うが、シリウスの手でアトランディアへ連れ去られる。アトランディア決戦の終盤で、生命の樹と地球の危機を前にしてもいがみ合う頭翅・シリウス・アポロを和解させ、創聖合体を成功させた。最終話で助け出したチビコに「アポロはどこ？」と聞かれ、自分でも誰かに聞きたい気持ちを抑えつつ、「いつか、この地に帰ってくる」と答えている。
OVA版では、非業の死を遂げた兄の敵を討つため堕天翅と戦っていたが、裏切り者スコルピオスの生まれ変わりとの誤解もあって仲間達から孤立していた。
封じの腕輪
シリウスとシルヴィアがそれぞれつけている金属製リストバンドの名称。翅を隠し、翅の力が外に放出しないようにするもの。
シリウス・ド・アリシア（Sirius De ALISIA）
声 - 杉田智和
シルヴィアの兄。アリシア王国の王子として英才教育を受けていた。16歳。剣術に長けている他に、右腕から高速震動を発生させる能力を持ち、それを剣に伝達・物質を切断できる。
物語前半は完全無欠のナルシストで自惚れが強く、高飛車な発言が目立っていた。他人と相容れず、理解者である麗花や溺愛する妹のシルヴィアを除いては心を開かず、特に不動に対する警戒心が強かった。人前では決して食事をせず、プライベートでは仲間達とも距離を置く。美しい物をこよなく愛し、暇さえあれば薔薇園の手入れをしている。また時に詩を口ずさむ。アポロとは犬猿の仲であり、常に冷静なシリウスも野卑なアポロに対しては激情し、醜い取っ組み合いや罵り合いをすることが多い。グレンや麗花とはエレメントスクールのトップ3でアクエリオンの最初の搭乗者として合体を成功させたこともあって仲が良かった。最初は麗花を利用していた（地下迷宮では罠避けに使う）が、控えめな理解者として寄り添う彼女に特別な感情を抱くようになり、双翅の異次元空間に閉じ込められた時は、醜くなった自分の姿を見られまいとして顔を隠していた程、意識していた。
主にベクターマーズに搭乗し、アクエリオンマーズのヘッドとなることが多い。シルヴィアと同じく「翅を受け継ぐ者」で、右手に赤い翅を持つ（シルヴィア同様、リストバンドで赤い翅を隠している）。シルヴィアはシリウスこそがアポロニアスの生まれ変わりと信じており、シリウス自身もそう信じていたが、過去生を思い出せず、そのことで両親から責め苛まれた苦い過去を持つ。
翅の秘密や他人と相容れないこと、何より過去生へのこだわりが元で頭翅に籠絡される。双翅への非道な所行が決定打となり、人類を見限りベクターマーズと共にディーバを離反する。麗花の制止に心揺らぐが、シリウスの腕にある翅を見た麗花が一瞬躊躇したことで決別してしまう。堕天翅の先兵として「詩翅（シリウス）」を名乗り、ケルビム兵とベクターマーズを合体させたケルビム・マーズに搭乗し、かつての仲間達に容赦なく戦いを挑む。
実のところ、シリウスはセリアンの魂が二つに割れた片割れの過去生を持つ。つまり（闇の記憶を受け継ぐ）セリアンの転生者。あまりに罪深い記憶である故、過去生を思い出そうにも思い出せなかった。アトランディア決戦でその事実が明らかとなり、頭翅に利用されていたに過ぎないことが発覚してからは頭翅を憎悪し、アポロと協力して頭翅を打ち破る。
死に瀕した生命の樹と地球を救うためにはアクエリオンの力が必要であると分かり、ベクタールナを奪い逃走した頭翅をアポロと共にベクターマーズで追撃。重大な危機を前にしてなおもいがみ合うが、シルヴィアに諭されて創聖合体を成功させる。無限合體拳で崩壊する大地を繋ぎ止め、新たな生命の樹となったアクエリオンと共に世界を救う人柱の一人となる。
OVA版ではベクターオメガに搭乗。物語の開始直後に頭翅との戦いで戦死。一人残されたシルヴィアが復讐心を滾らせる原因となる。
ピエール・ヴィエラ（Pierre VIEIRA）
声 - 小野坂昌也
陽気なムードメーカーでスポーツ万能にして軽薄。無類の女好きで手当たり次第に女性を口説くのが趣味。リーナを除き、年上のソフィアを含む主要な女性キャラ全員を口説いている。一軍エレメントの中では17歳と最年長。若いエレメント達の兄貴分であり、ジュンの良き（?）相談相手。若くして人気チームのプロサッカー選手だったが、試合中にチームメイトや観客が神話獣に攫われてしまった悲しい過去を持つ。大事な友を奪われたことで堕天翅を激しく憎むが、普段は心の奥にしまい込んでおり、同じ境遇のアポロを理解しながら冷静にたしなめた。ディーバ基地への潜入を目論む頭翅の策略でバロンと人類を秤にかけられたアポロを皆が制止する中、「男にはやらなきゃいけない時がある」と友を救おうとするアポロに力を貸しバロンを目の前で失ったアポロをその後も叱咤激励するなど実は熱血漢な面もある。
膝から爪先にかけての発火能力と、気配を察知する知覚力を使いこなす。手当たり次第に女性を口説くのは、実は失恋のショックを隠すための強がり。初恋の女性であるエスペランサが兄と結婚すると知り、精神的に不安定になったことで「合体依存症」に陥るが、見事克服してみせた。第18話にて、クロエの変装をしながら冗談交じりで「クロエは自分に気がある」と演じていたが、実はクロエが本当に自分を意識していたことを知り、後にクロエの好意を素直に受け入れた。
状況に応じてベクターソル・ベクターマーズに搭乗。アトランディア決戦ではベクターオメガに搭乗。
音翅とは因縁があるようで、ディーバ基地襲撃時には麗花・つぐみと共に音翅を撃退、アトランディア決戦では麗花・リーナと共に撃破している。また、OVA版でもつぐみ・ジュンと共に頭翅を庇った音翅と差し違えている。
OVA版では兄貴分という役割は変わっていないが、責任感と義務感に溢れ、とても真面目で軽薄なところは全くない。
劇場版「壱発逆転篇」では後期主題歌である「Go Tight!」を下品に歌い、ジュンからたしなめられている。
紅 麗花（こう・れいか / HONG Lihua）
声 - 小林沙苗
自身を「不幸を呼ぶ女」と称する超ネガティブな少女。15歳。学力も戦闘能力も常に上位の成績。中国拳法の使い手で、アクエリオン搭乗時もそれを生かしたアクロバティックな動きを披露している。
面倒見がよく人望があり、後輩のつぐみやジュンだけでなく、二軍以下の下級生達からも慕われている。スタイルは良いが、バストのサイズや体重を気にする女の子らしい一面もある。物の記録を読むサイコメトリー能力を持つ。霊感が強いためか本人の能力は高いが、行く先々で奇妙な事故やトラブルが多発してしまう。その能力をシリウスに罠避けとして利用されたこともある。
シリウスを異性として意識しているため、妹のシルヴィアとは犬猿の仲。シルヴィアから一方的に嫌がらせをされることが多かったが、実は麗花もシリウスの迷惑を顧みず甘えることが多いシルヴィアを疎んじていた。第17話ではダイエット成功のため共闘。シルヴィアが精神的に成長したこともあり、二人の仲は改善された。
惚れっぽい性格なのか、シリウスだけでなくグレンやアポロに対しても好意を抱いている。シリウス離反時には自分を責め続けた。グレンに対しては自分のミスで重傷を負わせ、その結果更なる不幸を与えたという悔恨の気持ちが強い。アポロには自信を喪失したり自責の念で落ち込んでいるところを救われることが多かった。
第1話での最初の合体ではヘッドを務めるが、グレンに重傷を負わせたトラウマから実戦ではなかなか能力を発揮できなかった。第11話以降はアポロ・シリウス・シルヴィアの三人に次ぐ活躍をみせる。機転も利き、大破したベクターソルをベクタールナで抱え上げ合体することでアクエリオンソルナを急造。「三位一体火炎爆雷破」で音翅を撃退。アトランディア決戦では強攻型アクエリオンに搭乗し「不幸断絶拳」で音翅を倒した。
その過去生はアポロニアス・セリアンに次ぐ第3のエレメントであった“スコルピオス”。
OVA版では頭翅に籠絡されて利用されアポロに傷を負わせ、シルヴィアを追いつめた。
ジュン・リー（Jun LEE）
声 - 阪口大助
ネオアジア第17エリア出身。14歳。頭脳明晰で、国家の中枢機関をも脅かす天才ハッカー（彼によれば国家最重要機密事項のセキュリティプログラムですらも「ザル」らしいが、逆探知されたようだ）。機械類にもとびきり強く、劇中ではよくつぐみと何かを直している。うんちくを語らせたら止まらないほど博識。性格は温厚で控え目。恋愛には奥手でその方面に関してはピエールを師匠とする。念写能力を持ち、なぜか映像ではなく、フィルムやデジタル画面の方にイメージを投写できる。第15話のラストにてピエールと同じく「合体依存症」の兆候が現れる。そのエピソードは語られていないが、数度次回予告にて発作が起こっていた。
かなりのおたくでパソコンの上には美少女ゲームのフィギュアが置かれている（しかも動いて声も出す）。物語中では誰もこのフィギュアに対してツッコミを入れていない。さらに第18話での各人のコスプレは彼の発案。
つぐみに好意を抱いているが天然の壁に阻まれている。アクエリオン搭乗の一軍メンバーでは唯一人アトランディア決戦でまったく出番がなかった。まじめな性格で「僕はアクエリオンにのれなくも大丈夫なんですよ」などと話す場面がある。
つぐみ・ローゼンマイヤー（Tsugumi ROSENMEIER）
声 - 日笠山亜美
ドジでノロマだが天真爛漫な少女。眼鏡で巨乳の15歳。機械の修理が得意で、同時に機械オタクでもある。興奮すると心拍数が上がり、そのせいで周囲に爆発を起こしてしまう能力を持つ。この能力ゆえに周囲から中傷され、激しい自己嫌悪に苛まれていた。先輩にあたる麗花に対し、同性愛と誤解されるほどの好意を抱いている。天然で麗花が面食らう質問を浴びせることが多い。同期でメカ好きという共通点のあるジュンとは仲が良く、一緒にいることが多い。また、ジュンの念写能力と爆発能力を合体させた「逆念写爆破」というコンビネーション技を使う。天然でジュンからは好意を寄せられているが気づいていない様子。終盤ではアクエリオンエンジェルで「爆愛無限光」を放ち、アトランディアの結界を破った。
リーナ・ルーン（Rena RUNE）
声 - 佐藤裕美
ミステリアスな雰囲気を持つ少女で、創聖の書を読み解くディーバの預言者。11歳。目が見えず足が不自由ではあるが霊感が人一倍強く、人の心をオーラの形状や色彩として感知できる。性格は小悪魔的でお茶目。シルヴィアと同じくツンデレな面もある。目は見えないが超視力を有し、光の反射によって目に映るものを見るのではなく、超感覚的に空間や物質を認識する。普段はi-REALに似た浮かぶ椅子で移動している。自身が恐れているためか、様々な能力を隠しているが、堕天翅のように空中に浮いたり、テレポートしたり、動植物や自然の"声・歌"を聞いて心を交わせることができる。第17話ではそれらの能力を使って神話獣に侵食されたアクエリオンを回復（食物連鎖の循環による復活）させた。満月の夜は自分が何をしているのか分からなくなる時があると言い、吸血に勤しんでいたと思えなくもない発言がある。実際に血を吸っているのか血を吸うように見えるだけなのかは不明であるが、とにかく血を吸うことでのプラーナの吸収と、その後の放出が可能。プラーナを利用できることと関連してか、自力での瞬間移動（テレポーテーション）能力を持つが、その瞬間移動はディーバ基地からアトランディアへと移動できるほどである。リーナいわく「私の恐ろしさは私が一番よく知っているから」との事。
アクエリオンにはTV版で2回搭乗した。1度目はソーラーアクエリオンが銀色に輝き、シルバーアクエリオンと呼ばれている。2度目は第26話でアトランディアまで瞬間移動、放棄されていた強攻型のベクターに搭乗して再起動した。自室の水槽にナマズを飼っており、ベッドにもナマズのぬいぐるみを置いている。
アポロの過去生についての秘密は本編で最後まで語られることはなく、続編アクエリオンEVOLまで持ち越されたが、本編の段階で不動とリーナだけは正体を見抜いていたようである。
クルト・クーリック（Kurt KLICK）
声 - 朴璐美
二卵性双生児でテレパシスト。クロエの弟。14歳。テレパシー能力を持ち、クロエとの間で最も強く発動できる。顔も声も似ているが、性格も酷似。犬が好き。姉のクロエが女ったらしのピエールに好意を寄せていたことが判明した際にはかなりのショックを受けていた。一軍メンバーの中では戦闘能力で劣るためジェロームから出撃を止められるほど。ゆえにアクエリオン搭乗の機会が最も少ない。主に司令所でのオペレーター業務を担当するが、カゴメオペレーションでは輸送機を操縦していた。
クロエ・クーリック（Chloe KLICK）
声 - 朴璐美
クルトの双子の姉。14歳。猫が好きなところ以外はクルトと一緒。性格は真面目な堅物でエレメントスクールにおいては委員長的な役割をこなしている。
かなりの美人であるにもかかわらず、本人いわく男が近寄ってこないらしい。しかし、第18話でピエールを意識していることが判明しており、それ以前にもピエールが自分を女として意識していないのではと不安を感じている節があった。その話以降は多少ピエールに積極的になり、ピエールもまた彼女の思いを受け入れるに至り、相思相愛になった。終盤でピエールのためにフルーツケーキを焼くが、種子型神話獣に襲われ昏倒。彼女を救うためにピエールは出撃する。ツン⇒デレ。
ほとんどのメンバーが夢に囚われ戦闘不能となった第9話では不眠症だったことが幸いして無事。ベクタールナに搭乗している。
不動GEN（ふどう・ゲン / GEN FUDO）
声 - 石塚運昇 / 大塚明夫（パチスロ『Pフィーバーアクエリオン ALL STARS』）
年齢不詳。顔に古傷があるなど強面。特殊機関「地球再生機構ディーバ（DEAVA）」AQ運用部隊の司令官、およびエレメントスクールの教官。趣味が茶道であることを除けば経歴・出身など一切不明で謎が多く、文字通りの神出鬼没で手品のように様々なことを成し遂げる。このため神速の魔術師と称される。
元アクエリオン発掘調査団メンバーであり、その後行方不明となっていたが、突如ディーバの司令として赴任する。彼が語る数々の名言にはインパクトと妙な説得力がある。アポロが命令違反を繰り返しても受け流し、エレメント達がその名言をヒントに窮地を打開するというパターンが定着している。また変装の達人でもあり、リーナに変装した際、自ら正体を明かすまで誰一人気付かなかった（変装を解いた姿は、服装はリーナで顔が不動というあまりにも不気味な姿である）。
12000年前のアトランディア大戦の際、「第三のエレメント」としてアポロニアス・セリアンと共にアクエリオンに搭乗して戦ったのではないかという推論が劇中でソフィアによって示されていたが第3のエレメント・スコルピオスは麗花の過去生であり、その推論は間違いであると判明。正体は、続編『アクエリオンEVOL』にてアポロニアスの転生者その人であることが明らかになった。
DVD-BOXなどの特典として収録されているキャラホビ2005ステージドラマ「不動を探せ！」ではエレメント達が不動GENの謎に迫っているが、努力の末に「私に挑戦しようとは、一万二千年早いわ！」と不動に一蹴されてしまっている。
TV版EDではラストシーンにおいてただ一人山上で光の立方体を召還。その立方体が地球を背後に最終話タイトル「世界がはじまる日」を形作るというデウス・エクス・マキナを示唆する演出で、TV版全編が終了する。
OVA版でもその立ち位置はほとんど変わっていないものの、人類ではなく地球の未来を憂いている。
2020年のパチスロ『Pフィーバーアクエリオン ALL STARS』では、担当声優の石塚が死去しているため、大塚明夫が新規にキャスティングされている。
ソフィア・ブラン（Sophia BELIN）
声 - 玉川紗己子
エレメントスクール生の心のケアを担当するサイコセラピスト。27歳。また授業では教官として度々登場している。度重なる戦闘や不動司令の厳しい特訓に悩み苦しむエレメント達の心と体を癒している。アクエリオンを始めとして様々な知識を持っており、博識。基本的に多忙のようだが、暇を見つけては不動司令のお茶の相手をよくしている。不動に好意を抱いているが軽くかわされている。キャラクター設定者は彼女をかなりの巨乳として設定している。
ジャン・ジェローム・ジョルジュ（Jean-Jerome JORGE）
声 - 飛田展男
ディーバAQ運用部隊の副司令官。24歳。軍事・防衛学に関わらず数々の博士号を有する他、13ヶ国語を習得しているなど博識。だが、人徳と人望には恵まれていない。突然着任して最高指揮官の座を奪った不動に負けじと頑張るが、空回りが多い。ヒステリックな性格で特にアポロたちエレメント候補生には頭を悩ませられている。第一話からいきなりシリウスに反抗され、その後回を追う毎にどんどん不幸な立ち位置になっていった。しかし、後半の不動司令が不在の際の英断は、それまでの彼のイメージを払拭するのに十分なものであり、物語を通して唯一の見せ場らしい見せ場だった。少々マザコンの気があり、派手なリアクションでアクエリオンのコメディ部分を担当する。
CRフィーバー創聖のアクエリオンではアクエリオン合体時の演出に登場するが不動（期待大）、ソフィア（期待中）に比べ期待値が低い。それを逆手にとるかのように、続作CRフィーバー創聖のアクエリオン 転翅篇では一旦登場したジェロームを押しのけて不動が登場するという演出も加えられた。
グレン・アンダーソン（Glen ANDERSON）
声 - 風間勇刀
エレメントスクールで常にシリウスや麗花と成績の上位を争っていた優等生。17歳。生真面目で優しい性格で麗花に好意を寄せていた。初のアクエリオン合体実戦訓練でベクターソルに乗り込むが、被弾して重傷を負い、昏睡状態に陥ってしまう。後に新国連軍の手により、堕天翅の羽を移植されて復活し、強攻型アクエリオンの搭乗員となる。その際に人格が崩壊してしまい、敵に回ったシリウス（詩翅）と激闘を繰り広げた。アトランディア決戦では新国連軍の強攻型部隊を率いて先陣を切る。麗花の呼びかけで自我を取り戻すが、両翅と差し違えた。
OVA版では新国連軍の大尉として終盤まで健在であり、アクエリオンチームを率いて活躍する。
CRフィーバー創聖のアクエリオンでは彼の登場する演出自体が大当たり確定のプレミアで破格の扱いを受けている。

### 堕天翅族
堕天翅族というのはあくまで人類側からの呼称であり自称は「天翅」。身体に翅を持つこと、口を全く動かさずに会話すること、重力に縛られず逆さまの状態でも居られることなどが主な特徴でプラーナを吸収して活動する。人類を「翅無し」と見下している。これに対し人類側も「翅有り」と蔑称している。
聖天翅・頭翅（トーマ / TOMA）
声 - 森川智之
トーマ・エパノルトとも。堕天翅族の前線指揮官。外見は若く美しき青年男性風。12000年前はアポロニアスの許婚だった。アポロニアスが人類側へついたのは人間（セリアン）が籠絡したせいだと思い込み、人間を激しく憎しみ見下している。頭脳戦や心理戦を得意としてアポロ達を苦しめた。中でもバロンを使ってディーバ本部を急襲したことでアポロの心を深く傷つけ、シリウスを言葉巧みに籠絡して裏切らせ、先兵として散々に利用した。現在こそ言動や振る舞いは男性的であるが、12000年前の時は声や外見は同じながらも何処か女性的であり、捕らわれたアポロニアスの処刑を命じられた際はしおらしい表情をしていた。
幾多のアクエリオンとの戦いにおいてアポロ達と関わっていく中でもその心中に変化はなかったが、最終話においてシルヴィアを介してのセリアンの記憶と意志を見、アポロニアスが本当は堕天翅族と人類の共存を願い、それにより地球を救おうとしたことを知り、アポロニアスの願いと人間の弱さ、そして真意を理解しようとしなかったことを悔やみ、そしてその意思を継ぐべく「太陽の翼」となってアポロ・シリウスと共に世界を救う人柱になることを決意する。
だが、人柱となってアポロやシリウスと溶け合う中、アポロニアスの生まれ変わりと信じていたアポロが、実はかつてアポロニアスの飼っていた翅犬・ポロンの生まれ変わりで、本当のアポロニアスの生まれ変わりの正体が不動GENであった事を知り衝撃を受けたが、それでもアポロニアスの遂げたかった想いを成就すべく、全てに納得し受け入れていた。しかし、頭翅自身の中で12000年もの長い時の中で醸成されてしまった「アポロニアスへの憎悪」はそれに納得出来なくなった結果、頭翅本人から分裂して独自の意志を持ってしまう事になり、地球に深刻な悪影響をもたらしてしまう。特にセリアンへの復讐心は「狂気」と言える次元まで高まる事になっている。
OVA版では、アトランディアの状況がTV版以上に逼迫していることもあって積極的に最前線に立つ。シリウスを殺害し、アポロを誘い出すために森を焼き払い、麗花の抱える闇の記憶を巧みに使って籠絡し、結果としてシルヴィアをも激しく苦しめた。太陽の翼と交わり子を成すことを目的とするなど、TV版よりも女性的な面が強調されている。
音楽翅・音翅（オトハ / OTOHA）
声 - 兵藤まこ
美女の堕天翅。眼が4つある（上の二つの眼は普段は瞑っているため眉に見える）。左腕からレースのように下がった羽で美しい音楽を奏でる。しかしその音色は、使い方によっては人を狂わせたり、気象を操ったりと恐るべき能力を持つ。現在の頭翅の恋人で、嫉妬心も強い。最終話で頭翅が乗り捨てた「ケルビム・ヴェルルゼバ」に乗り込みシルヴィアを襲うが、麗花・ピエール・リーナの強行型アクエリオンに阻止され、麗花の「不幸断絶拳」で撃墜され戦死する。
OVA版でもTV版と同様に頭翅の片腕として働くが、最期は頭翅を庇いピエールらと相討ちになる。
老賢翅・夜翅（ヨハネス / JOHANNES）
声 - 青森伸
この世の闇を司る、コウモリの羽を持つ最長老堕天翅。特殊能力を有する天翅達を生み出した開発メンバーの一人である。自身の寿命が残りわずかなのを分かっており、人類の生命から生み出されるプラーナをできる限りアトランディアにある生命の樹へと注ぎ込み、残りわずかとなった堕天翅族が再興することを望んでいる。
OVA版ではアトランディアの衰退が顕著となっており、頭翅と音翅を除く堕天翅族が凍り付いている中、身体の大部分を失ってなお健在である。
戦翅・両翅（モロハ / MOROHA）
声 - 矢尾一樹
虫のような体形と剣状の腕を持つ戦闘型堕天翅。非常に気位が高く好戦的で、頭翅をライバル視している。専用のケルビム兵「ケルビム・イスキューロン」に乗り込む。アトランディアの決戦ではグレン率いる新国連軍を終始圧倒するが、グレンが命と引き換えに行なった自爆により戦死する。
TV版では戦翅としての活躍は数話に過ぎなかったものの、劇場版「壱発逆転篇」ではディーバ本部を急襲して後一歩のところまで追い詰める活躍を見せる。
原型翅・錬翅（レンシ / LENSI）
声 - 石塚運昇
神の指を持つと言われており、自ら作成したフィギュアに神話力を加えることにより、神話獣を作り出すことができる能力を持つ堕天翅。耳の辺りに羽をもつ。『アクエリオン コンプリート』106ページには次のようにある。
ケルビム兵は工場で生産されるものではなく、堕天翅族「レンシ」により原型製作（コンセプトデザイン）が行われる。その原型をもとにして「知恵の樹」で細部の遺伝子設計が行われる。その遺伝情報が「生命の樹」に送られ「生命の樹」の端末「ケルビム生育プラント」により生産される。この一連の過程を「神話的複製」と言う。
生産は「生命の樹」の地下の組織で行われる。根の部分の先に球根のように巨大なケルビム養育プラントが多数あってその中にケルビム兵が「実る」のである。ケルビム兵の背中には花のがくのような構造が付いているがそこがケルビム兵が「生命の樹」と繋がっていた胎盤部分である（重ケルビム兵では後頭部が胎盤部分となる）。帰還したケルビム兵は、「生命の樹」と接続してプラーナを再充填しエネルギーを補給したり改良を行うことができる。
怪力翅・剛翅（ゴウシ / GOUSHI）
足まで届く巨大な腕を持つ大型堕天翅。尻尾まで続く鬣のような羽を持っている。目立った活躍はない。
小天翅・双翅（フタバ / FUTABA）
声 - 川上とも子
堕天翅族最後の子供天翅。足首に翅を持つ。最後の子供として甘やかされながら育ったために堕天翅達は双翅を厳しく叱れず、無邪気で我がままな性格となってしまった。「太陽の翼」と遊びたい（戦いたい）がために「ケルビム兵で人間を虐殺する」という、堕天翅としても行き過ぎた行動に出てしまい、ディーバの実施したカゴメオペレーションにより囚われの身となる。新国連軍によって解剖処分され、翅を奪われた。
情報翅・智翅（シルハ / SHILHA）
声 - 小西克幸
スフィンクスのような体を持ち、叡智と情報収集を司る堕天翅。体色が違う二体で一人を成している。双翅の教育係でもあるが、愛の鞭を振るえなかった。

### 12000年前の人物
アポロニアス（Apollonius）
かつて「殺戮の天翅」と呼ばれ、人類から恐れられていた堕天翅族最強の守護天翅。許嫁の頭翅と愛を語らい友情を温めていたが、人間の女性セリアンと恋に落ちたことでアトランディアや頭翅を裏切って人類の側に立つ。囚われの身となり頭翅の凶刃からセリアンを庇った際に背中の翅の大部分を自ら引きちぎっている。この時に失った翅はトーマが兜の飾りとして保管しており、19話では双翅（フタバ）の遊び道具の動力源にもなった。OVA2巻で分かるように、大部分を失った後も背中にはまだ翅が残っていた。機械天使アクエリオンでかつての同族と激しい戦いを繰り広げ、アトランディアを滅ぼした。その翅はアクエリオンのコアクリスタルに埋葬されており、アポロたちの導き手となっている。
OVA版では彼の能力や言動、思想がより鮮明に描かれることになった。翅の大部分を失っても宙に浮いて移動し、天候さえも自在に操る能力を有しており、人類の側に寝返ったことについても単純にセリアンとの恋ばかりではなかった。セリアンに教えられた日々の糧に感謝して祈りを捧げるという行為はアポロニアスの心に深く刻まれることとなり、スコルピオスに教えられた人間の弱さと純粋さゆえの過ちはそれを「赦す」という形で刻まれることとなる。
OVA版ではアポロニアスはスコルピオスに背後から刺されて亡くなったことにされている。ただし不動GENや不動ZEN（アクエリオンEVOL）は同一の存在とされ、少なくともアポロニアスの記憶を全て継承している（能力については不明）。それが転生によるものなのか、頭翅のように長期の睡眠と覚醒とを繰り返しているものか、不死と無限の寿命を誇ることによるものなのかは作中では言及されていない。
翅犬・ポロン（Pollon）
アポロニアスの愛犬。主人にひどく懐いており、アポロニアスが離反した際には共にアトランディアを離れた。主人の愛する女性であるセリアンには翅犬の身でありながら決して報われぬ恋心を抱き、星空に「生まれ変われるのなら人間として生まれ、セリアンを愛したい」と願う。
アポロに転生して、セリアンの転生者に恋をする。
セリアン（Celiane）
人間の女戦士。堕天翅族との戦いに身を捧げた勇敢で美しい女性。戦いの最中に仇敵アポロニアスと恋に落ち、彼が寝返るきっかけとなる。アポロニアスが囚われた際には単身アトランディアに潜入して救出を試みている。機械天使アクエリオンのエレメントとしてアポロニアスと共に戦い、アトランディアを滅ぼした。しかし、その重い事実は彼女の心を苦しめ、その記憶は光の記憶と闇の記憶の二つに分かれて彼女の子孫であるシルヴィアに光の記憶がシリウスに闇の記憶がそれぞれ受け継がれた。
気性の激しい戦士としての面が強調されたTV版に対し、OVA版では平時の穏やかで笑顔の似合う女性としての面が強調された。また、彼女が「命を受け継ぐ感謝と尊さ」を意味する「祈り」をアポロニアスに教え、彼に森羅万象の理を教えた。
アポロニアスとの間にアリシア姫を授かる。彼女の子孫はアリシア王家として人類の都である地下都市シャングリラの直上にアリシア王国を築いてその血脈を伝え、シリウスとシルヴィア兄妹はアリシア姫の直系の末裔として「翅を持った人類」として生を受けた。
スコルピオス（Scorpius）
OVA版に登場した12000年前の人間の魔道士。執政官リエール大公の息子という立場で、堕天翅族を離れたアポロニアスを庇護して協力を仰ぎ、第三のエレメントとしてアポロニアス・セリアンと共に戦う。人類を愛しその発展を願っていたが、アポロニアスへの強い嫉妬や堕天翅の持つ強大な力に憧れたことから道を踏み外してしまい、アトランディアを滅ぼそうとしたアポロニアスを背後から刺して殺めてしまう。その事実により裏切り者の烙印を押され、創聖の書から名を消される。
なお、OVA2巻限定愛蔵版に付属するカラーブックレット20ページによれば監督の河森正治が「TVシリーズのはじめの時点で、第3のエレメントの転生者は「麗花」と決めていたのですが、扱う時間がなかったんです」、「全くのパラレルワールドではなく、一万二千年前の出来事は同じ」と述べており、麗花はTV版・OVA版共通してスコルピオスの転生者であるが、TV版ではその設定を直接的に生かすことができなかった。

### その他の人物
バロン（Baron）
声 - 千葉進歩
アポロがアクエリオンに乗る前に、一緒に生活していた仲間の1人。アポロの名付け親であり、親友。収穫獣に連れ去られ、生命の樹に植えられてしまう。後にディーバを守る結界を破るため、爆弾の檻に閉じ込められて結界の中に送り込まれ、アポロの目の前で爆死する。その活躍は序盤に限られていたものの、しばしば回想の形で現れてアポロの過去を語る重要な役割を果たす。
チビコ（Chibiko）
声 - 吉田真弓
アポロがアクエリオンに乗る前に、一緒に生活していた仲間の1人。呼び名の通り、背の低い女の子。マジ・ハナタレ・メガネと合わせて「チビコ達」と一括りで呼ばれる。アポロにとっては死んだバロンに託された特別な存在。最終話でシルヴィア達に助け出された。
マジ（Maji）
声 - 戸田真衣子
アポロがアクエリオンへ乗る前、一緒に生活していた仲間の1人。
ハナタレ（Hanatare）
アポロがアクエリオンへ乗る前、一緒に生活していた仲間の1人。呼び名の通り、鼻水を垂らしている。
メガネ（Megane）
アポロがアクエリオンへ乗る前、一緒に生活していた仲間の1人。呼び名の通り、メガネをかけている。
エスペランサ（Esperanza）
声 - 紗ゆり
ピエールの元恋人。ロペスとの結婚式当日、堕天翅族の奇襲で瓦礫の下敷きとなるが、ピエールが操縦するアクエリオンによって救出される。
ロペス（Lopez）
声 - 江川央生
ピエールの兄。
アンナ（Anna）
声 - 中原麻衣
ピエールの妹。

## ディーバの兵器

### アクエリオン
「アクエリオン」は本作に登場する巨大人型ロボットで「機械天翅」と呼称される。「ベクターマシン」と呼ばれる3機の異なる形状の戦闘機が「合体」することにより3種の形態を取ることができる。また、量産タイプの「強攻型」も存在する。対して、アポロたちの乗るアクエリオンは「オリジナル」、「神話型アクエリオン」と呼称される。かつてアポロニアス、セリアン、スコルピオスが1万2000年前の大戦に用いていた機体そのものであり、ベクターソルにはアポロニアスの残留思念が残っている。物語の序盤でアポロはアポロニアスに人格憑依されたことで封印されていた「創聖合体」の単語を知り、アクエリオンの持つ強さの片鱗を見せたが、人格憑依がなくなったことで「立ち上がる」ことからのやり直しになった。「人の思いを具現化する」という機体特性は「無限拳」などの超常技を獲得させていく。質量保存の法則など物理法則を完全に無視しており、「位相空間内での戦闘」や「巨大化」、「食物連鎖による修復・復活」など人智を超えた能力を発揮する。
デザインした河森正治自身が公言しているように、上記のコンセプト自体はゲッターロボのオマージュだが、本家が成し得なかった構造的に無理のない「完全変形・完全合体」を実現している。河森が以前ゲッターロボを紙で自作した際、変形・合体がうまく再現できず、「いつか自分で作ってやろう」と思ったことが本作の原点となった。
このような成り立ちのため、河森は当初から劇中そのままの機構での玩具化を熱望し、レゴブロックを用いた試作品を本作のスポンサーの内のひとつであるバンダイに持ち込む。その完成度の高さに感心したバンダイ関係者は彼の協力の下、アニメ製作と並行して超合金を制作、ほぼイメージ通りのアクエリオンを完成させた。アクエリオンはその可動部の多さから想定していない変形の自由度が非常に高く、超合金の試作品をいじって遊んでいた河森が逆にそこから新しい形態を発見し、アニメに登場させるということもあったようで、「強攻型アクエリオン」のアーマゲドン・アサルトウォーカーの2形態はそうした経緯でアニメ本編に登場している。後に「強攻型アクエリオン」もDX超合金で商品化され、こちらには無限拳用のアタッチメントパーツが付属している。
搭乗者以外のエレメントは司令所でオペレーターの任務を務めながら待機し、パイロットが不調になった場合に不動の指示で転送し交代する。この際は全裸で司令所に戻される。なお、エレメントスーツを着用しない者（主にアポロ）を強制的に呼び戻すことはできない（逆に送り込むことは可能）。

### 3機のベクターマシン
ベクターマシン各機には特定のパイロットが定められておらず、状況に応じてエレメント達の中から搭乗者を選出する。
ベクターソル
クレタ島沖にある海底遺跡の中から発掘された戦闘機、「ベクターマシン」の一機。搭乗するエレメント（パイロット）が持つ「気」や「特異能力」を増幅する特性がある。機首の両脇には武器である二門のビームガンがある。主にアポロが搭乗している。
ベクターマーズ
搭乗するエレメントの「知力」や「作戦指揮能力」、「思考力」を増幅する特性があるベクターマシン。機首と翼部にある合計四門のビームカノン砲が武器。主にシリウス、ピエールが搭乗することが多い。
ベクタールナ
搭乗するエレメントの「感受性」や「回復力」を高める特性があるベクターマシン。シルヴィアを始め、女性エレメントが搭乗することが多い。

### アクエリオンの基本3形態
各ベクターマシンにはおおむね基地から物理的に搭乗する。パイロットが操縦桿に触れることで粘膜が全身を覆い操縦可能となる。基本的にはエレメント能力を増幅するパイロットスーツを着用するが、能力が極めて高いアポロ、シルヴィア、リーナなどは必要としないこともある。
各ベクターに搭乗したパイロットの精神がシンクロし、「念心」、「合体」、「ゴー!アクエリオン!」の掛け声（機体本来のかけ声としては「創聖合体（ゴー!）アクエリオン!」が正しい）と共にフォーメーションを組み（フォーメーションの名称は各パイロットが勝手に決めている節がある）、共通してヘッドとなるベクターを頂点とするトライアングルフォーメーションを組んで飛行した後、合体が開始される。その際に他のパイロットの感覚を共有し、一時的な恍惚状態へと陥る。その反面、合体時に負ったダメージをも共有してしまう負の側面もあり、機体の受けたダメージにより危篤に陥ったグレンのみならず、両翅との戦い時にアポロの強引な操縦でシルヴィアが昏倒するという事態も起きており、累積ダメージによるエレメントレベルの低下で合体が維持出来なくなり、強制解除される。また精神をシンクロさせた合体状態を維持しながら自機を傷つける行為を行う矛盾した行動が可能であるなど不明な点も多い。
前述した通り「搭乗者の思いを具現化する」という機体能力のため必殺技についてはかなり自由度が高く、特定の必殺技というものが定められておらず、機体の仕様が発動能力に合わせて自在に変化する。そのため、各々のエレメント能力を組み合わせたり、得意な体術や剣術などを使用したりする（その時々の状況や、自分のコンプレックスなどもエネルギーに変えたりする）。また本来は人と堕天翅が搭乗者となる機体ゆえ、堕天翅が搭乗することで金色の姿をした真のアクエリオン（太陽の翼）となる。搭乗者は3名とは決まっておらず事実上4人での合体も披露している。各ベクターマシンはエレメント能力者の呼びかけに応じて空間を超えて駆けつけたり、自動的に形態解除するなど未知の能力を持つ。
ソーラーアクエリオン
（上半身：ソル 下半身：マーズ バックパック：ルナ）
エレメントの格闘能力を引き出す攻撃力重視の形態。単純な攻撃力は最強を誇る。他の形態に比べてエレメント能力の増幅度が高く、ソーラーウィングを展開するとさらに力を発揮する。ただし、誰でも扱えるというものではなく初搭乗のアポロが合体成功させるまで成功例がなかった。また、物理防御力も上昇している。剣術の得意なエレメントの力を得ることにより、太陽剣を使用できる。必殺技は、アポロによる「無限拳（むげんパンチ）」、アポロとピエールによる「ファイアーフィスト」など。下半身がベクターオメガのヴァージョンも確認されている。
名称はアポロ搭乗時のみソーラーアクエリオンと呼ばれる。命名者はソフィア。その他のメンバー搭乗時はアクエリオンソルと呼ばれる。『アクエリオンEVOL』においても、伝説の神話型アクエリオンとして登場、『EVOL』第23話よりミカゲ・カグラ・ミコノの手によって起動する。
搭乗者の思いや特性を反映する機体ゆえ、アポロの過去生の姿である「4つ足の獣」として四足歩行も行うことがある。
アクエリオンマーズ
（上半身：マーズ 下半身：ルナ バックパック：ソル）
星空剣を使った剣術を得意とする形態。他の形態に比べ素早い。3形態の中で一番足が長く、一番重心が高いが、どんな体勢からでも敵を斬れる。また、電撃やビームなどのエネルギー攻撃に対する防御力が高いのも特徴。必殺技は、シリウスによる「ロングレンジセイバー」と「嫉妬変性剣（ゼーロテュピアーグラディウス）」、ピエールによる「烈火爆裂蹴（ファイヤーキック）」など。
アクエリオンルナ
（上半身：ルナ 下半身：ソル バックパック：マーズ）
左腕に大型の弓矢「ルナティックアーチェリー」を持つ他、光波手裏剣などの飛び道具を放てる。風や波などの自然を操る力を持つ。ウィング全開時には浮遊能力が向上する。また、敵の魔術攻撃に対する防御結界なども使える。必殺技は、麗花による「昇竜天雷（ドラゴンサンダー）」、シルヴィアによる「ルナティックアーチェリー」、「スパイラルアロー」など。月光剣を使えるらしいが、本編未使用。劇中最初に登場した形態である。

### 強攻型ベクターマシン
ベクターアルファ
新国連軍とディーバが秘密裏に共同開発していた量産型のベクターマシンの1つで、ベクターソルを元にしている。堕天翅の羽を移植され、能力を異常なまでに強化されたエレメントが搭乗している。機首の中央部分に、インパクトカノンを装備している。合体機能はアルファ・デルタ・オメガの3機によるものしか想定されていないが、オリジナルとの合体も成功させていることから基本的な合体機構はオリジナルとほぼ共通している様子。
OVA版では、ディーバの主戦力として運用されており、神話型がアポロと共に発見されるまではシルヴィアたちが搭乗していた。かなりの数が量産されている。
ベクターオメガ
ベクターマーズを元にして作られた量産型のベクターマシン。デルタと同じく、操縦席に堕天翅の羽を使った操縦ユニットが配備されている。
ベクターデルタ
ベクタールナを元にして作られた量産型のベクターマシン。操縦席には堕天翅の羽を使った操縦ユニットが配備されている。2丁の30mmアサルトGUNポッドを装備している。

### 強攻型アクエリオンの基本3形態
アクエリオンアルファ
（上半身：アルファ 下半身：オメガ バックパック：デルタ）
巨大なインパクトカノンを武器にする形態。堕天翅の羽を使ったPSG量子反応砲を撃てる。
アクエリオンオメガ
（上半身：オメガ 下半身：デルタ バックパック：アルファ）
ベクターデルタに付属する、30mmアサルトGUNポッドを両手に持って武器にする形態。頭部にある二門のガトリング砲も使用可能。
アクエリオンデルタ
（上半身：デルタ 下半身：アルファ バックパック：オメガ）
両腕部からミサイルを連射できる形態。両腕に装着したGUNポッドを、トンファーの如く使用することもできる。

### アクエリオンおよび強攻型アクエリオンの特殊形態
アクエリオンソルナ
自ら両腕を引きちぎったソーラーアクエリオンを胴体に移動させ、バックパックのルナを頭部と腕部に構成した特殊形態。ソーラーのパワーそのままに、麗花の拳法とアーチェリーの攻撃を可能にした。麗花が命名（命名した瞬間ピエールは驚きの声を上げていた）。
リーナ仕様アクエリオン
リーナのプラーナ吸収能力によって白銀に輝くソーラーアクエリオン。必殺技は「吸血のシルバークロス」。また、CRフィーバー創聖のアクエリオンでは「シルバーアクエリオン」とリーナ自身が呼んでいる。
高次元合体アクエリオン
三人のエレメントの心・体・魂のベクトルが合体し、亜空間から質量を呼び出して巨大化したソーラーアクエリオン。必殺技は、三位一体の「超3D無限拳（こうじげんむげんアタック）」。
妄想型アクエリオン
異空間に飛ばされたシリウス達が合体した、シンプルなデザインのアクエリオンマーズ。通常のアクエリオンの3DCGではなく2Dで描かれていた。
アクエリオンエンジェル
（上半身：オメガ 下半身：ルナ バックパック：ソル）
シリウスの離反によりベクターマーズを失っていたオリジナルベクターマシンが、本来オリジナルベクターマシンとの合体を想定されていない強攻型のベクターオメガとの合体を見事成功させた機体。合体コールは「緊急合体」。柄の部分が黒い星空剣を呼び出せる。必殺技は、シルヴィアによる「哀天使剣（かなしみのエンジェルソード）」、つぐみによる「爆愛無限光」。
強攻型アクエリオン・アーマゲドン形態
アクエリオンオメガが変形した六足歩行形態。上部にインパクトカノンを装備し、最大出力のPSG量子反応砲を発射する。
強攻型アクエリオン・アサルトウォーカー形態
アクエリオンアルファが変形した、飛行形態の機動力とロボット形態の攻撃力を併せもつ形態。その外見は同じ河森メカであるバルキリーのガウォーク形態に似ている。
強攻型アクエリオンアルデルタ
設定のみで本編未登場。基本的にソルナと同じパターンの合体のため、ソルナと同等の性能を持つと思われる。

## 堕天翅族の兵器
ケルビム兵
堕天翅族が繰り出す人型兵器。長い手足と鋭いツメが特徴。頭部からビームを発射する。非常に素早く、予想不能な動きでアクエリオンを撹乱する。様々なタイプが存在し、特殊能力を駆使して攻撃してくることも。堕天翅やその魂が乗り込むこともある。
ケルビム・ブルーメンブラット
花のような頭を持つケルビム兵。頭翅の魂が転送されることでさらに力を発揮する。
神話獣
堕天翅族が生命の樹の力を使って生み出す対人類攻撃用兵器。様々な形や能力を持つ。他にも小さいサイズの神話獣「小型獣」も存在する。
収穫獣
プラーナを吸収するために人類を収穫する神話獣。撞木鮫のような巨大な頭を持ち、腹部からの光線などによって人類を吸収して攫っていく。生命の樹に戻ると花と化す。
シバルバー
神話獣の一種。巨大な爪を持ち、その爪をドリル状に変形させて地中を高速で移動できる。無数のトゲが分離して誘導弾のように攻撃する。
ケルビム・リュンヌ
頭翅によって「月」の力を与えられたケルビム兵。敵との距離を計り、攻撃を避けた後、電撃弾を放つ攻撃を得意とする。アポロが編み出した無限拳で月面に叩き付けられた。
アンティクトン
正十二面体の構造を持ちながら、面は十面しか確認できないという神聖幾何学模様を持つ神話獣。その姿を見たものの認識構造を歪め、負の感情を増大させることができる。
グラーヴェ・ケルビム
非常に硬い装甲をもち、あらゆる攻撃を弾く重量級のケルビム兵。ドリル状の腕を持ち、強力なパンチを繰り出すほか、ミサイルのように飛ばす攻撃も使う。
ティターニア
夢を産む神話獣。ティターニアの夢に囚われた者は眠り続けたままになり、プラーナを吸い取られ続けてしまう。神話獣ではあるが人間型で自我を持つ。
ケルビム・イスキューロン
錬翅が神話的複製によって作成した両翅専用のケルビム兵。両翅の強力なパワーに耐えられるように設計されており、ハンマー状の腕の一撃は凄まじい破壊力を生み出す。さらに2体に分離することができ、回避や攻撃に優れている。劇場版でも活躍した。
ケルビム・シュルルクベラ
頭翅と音翅が乗るケルビム兵。複座式のコックピットを有し、その美しい姿からは想像もつかない速さと攻撃力を持つ。腰のスカート部分を取り外し、双剣として使用することができる。
クンバ&ニクンバ
2体で1体をなす特殊な神話獣。クンバが倒されればニクンバに、ニクンバが倒されればクンバに、その弱点である心臓が瞬時に行き来することで不死身の体を誇っている。そのため、2体同時に倒さなければならない。
ブラックリーナ
エレメントたちの深層心理にある「恐怖」を利用して実体化する鏡像型神話獣により「吸血鬼リーナ」の姿を帯びた神話獣。鋭い牙を持ち、噛み付いた相手からプラーナを吸い取ることができる。
モンジ
マイクロメートル単位の超小型神話獣。その小ささゆえ、あらゆる所から侵入でき、人間の食料を食べ尽くす。アクエリオンさえも食べることができる。
ミラーアクエリオン
オリジナルアクエリオンの形状から高次元量子パターン、そして合体機構までもをも完全にコピーしたアクエリオン型の神話獣。もちろんソーラー・ルナ・マーズの3形態の合体が可能で、その特徴を生かした攻撃を仕掛けてくる。
ケルビム・ヴェルルゼバ
頭翅が操る、最強のケルビム兵。通常のケルビム兵よりも高い戦闘力と素早さを発揮し、どんな体勢からでも攻撃・防御をすることができる。両腕から剣を出現させ、曲芸的な動きで相手を撹乱し、そこから必殺の一撃を繰り出す。アクエリオンと激闘を繰り広げる。
ケルビム・マーズ
堕天翅族についた詩翅（シリウス）が乗るベクターマーズとケルビム兵が合体した人型兵器。詩翅の「天翅合体」コールで実行される。ケルビム兵の素早さを活かしたまま、星空剣を使った剣技を繰り出せる。バックパックに移動したケルビム兵の腕部からのビームや鋭い爪の攻撃も可能。ケルビム兵の部分が損傷しても、次のケルビム兵を呼び出して交換できる（コールは「再生合体」）。
ハルベ
詩翅（シリウス）がアトランディアに来たことによって世界の神話的バランスが変化したため、生命の樹が作り出した、雪のような形状の収穫神話獣。触れた者には冬虫夏草のような花が生え、プラーナを吸い尽くされる。亜空間ゲートから直接降り注ぐため、堕天翅族はアトランディアにいながらにして大量のプラーナの吸収が可能となる。

## 用語集
アクエリオン
12000年前に、堕天翅族を裏切って人類についた堕天翅族の最強の守護天翅アポロニアスが、アトランディアの地の底深くから盗み出し、他のエレメントと共に搭乗していた機械天使。アトランディアの地底にあった時代には「禁断の翼」と呼ばれ、強力すぎて堕天翅族でも扱える者がいなくなってしまったために地底に封印されていた（CDドラマ「闇の翼」参照）。3機のベクターマシンが合体する時に、エレメントは3人全員の感覚全てが同調し、恍惚（トランス）状態になる。エレメント達の持つ特殊能力を発現することが可能で、搭乗者により必殺技が変化する。なお、12000年前の搭乗者は以下の通り。
- ベクターソル/主な操作 アポロニアス
- ベクターマーズ/脚部を主とする移動関係 TV版の時点では不動GENと想像されていたが、OVA版でスコルピオスと判明
- ベクタールナ/背面の守り セリアン

創聖紀
人類が人口の2/3を失うことになってしまった気候の大異変より数える年代。物語の舞台は創聖紀0011年。
ディーバ
特殊機関「地球再生機構DEAVA（Division of EArth Vitalization Advancement）」。新国連が蘇った堕天翅族に対抗するために設立した組織。その基地内には、エレメントやその候補者達を育成する「エレメントスクール」がある。
エレメント
アクエリオンを運用するために選ばれた10代半ばの少年少女達で、大異変後の電磁場変化によって特殊能力が目覚めた者達でもある。彼らはその生体フィールドによって堕天翅族の催眠攻撃から身を守れる。年若い者が選ばれるのは、アクエリオンの搭乗者は鋭敏な五感や純粋な魂が求められるからである。アポロらキャラクター設定のある11人の少年少女が一軍、モブキャラクターが二軍となっている。
エレメント能力者は前述のように突然変異によるミュータントだとされていたが、1万2000年前の大戦において、アポロニアスとセリアンが築いた地下都市シャングリラにおいてアクエリオンの実戦運用に必要な「堕天翅に近い人」や「人に近い堕天翅」といった様々な生体実験が試みられた。その結果産み出された存在たちの末裔や転生者だという可能性も不動により示される。少なくともシリウスとシルヴィアについてはアポロニアスとセリアンの娘であるアリシア姫直系の子孫で身体的には「翅を持った人類」。ただ、過去生という精神面においてはセリアンの魂を受け継ぐ。
堕天翅族
頭や背中など、体の一部に羽状器官を有し、人類達より遥かに高度な知覚や特殊能力を持つ者達。人間を「翅なし」と見下す。大異変により12000年の眠りから覚める。アトランディアに都を取り戻すためにケルビム兵や神話獣（収穫獣）を使って人類を捕獲し、生体エネルギー「プラーナ」を集めている。そして、「太陽の翼」の力を利用して生命の樹を進化させ、アトランディアに再び堕天翅の都を復活させることを企む。さまざまなサイズ・容貌をしている。口は聖なる詩を口ずさむために用いられ、会話の際に唇が動くことはない。輪郭線が青く描かれる。基礎能力として空中浮遊または重力干渉能力を持ち、地面を歩かない。アトランディアでは天地さかさまで生活していて、天井に相当する部分に立っている。
外見の性別によって愛情を抑制する慣習は存在しない。頭翅とアポロニアスのように、外見が男性同士であっても愛を育むことは別段珍しいことではなかった、と言うよりも種族自体が性別を超越しているため、子供を育むことさえ可能にしている。ただしTV版の現代では双翅（フタバ）以外の子供がいないことなどから分かるように絶滅の危機であり、何らかの事情で新たに子供が生まれない状況にある。
なお、「堕天翅」とは主に人類側からの呼び名であり、彼ら自身は「天翅」と自称するシーンもある。また、一部の人間は蔑称らしき「翅あり」という名で呼ぶ。
アトランディア
かつて高度な文明を築いた堕天翅族の地で、南極の氷に封印されていた。上下が逆さまの美しい街で、その周りの農場や中心にある「生命の樹」には収獲された人類が植えられていて、そのプラーナは堕天翅族の羽に吸収されていく。よって堕天翅族には「食事」という行為は不要である。
無限拳（むげんパンチ）
アクエリオンの代表的な必殺技の一つ。河森正治の趣味である新体道の天真思想より命名された。
ソーラーアクエリオンの状態で、ヘッドであるアポロが「無限拳!」の掛け声と共に左足前の不動立ちを取り、右手で逆突きを出し、アクエリオンの右腕が相手に向かって伸びていく。
極真空手などで重視される、ハンマーで相手を打ち砕く力ではなく、相手の体の中を貫通していく力を出すための意識の使い方をアニメで表現したものである。すなわち、拳を無限遠に出すつもりで突くと、貫通力のある突きが出せるということである。
射程距離が凄まじく長く、第6話で初登場した際には地上から月面に敵を叩き込んだ。その後はアポロが駆るソーラーアクエリオンの得意技として幾度となく登場。発展技として、両腕で放つ「無限交差拳（むげんクロス）」・三方向に攻撃する「超3D無限拳（高次元むげんアタック）」・お仕置き用の「無限叱責掌（むげんビンタ）」・壊れかけた大地を自らの身と共に繋ぎ止めた「無限合體拳（むげんがったいけん）」なども登場した。
一般的なロケットパンチに性質が似ており、有線式のロケットパンチだと言えなくもないが、この技は腕自身が伸びているという大きな違いがある。
作品公式サイトの特別ページにて、柳田理科雄による現実の物理法則に則した科学的な考察がなされている（後に空想科学読本5巻でも紹介されている）。
合体依存症
エレメント特有の症状。アクエリオンでの合体時の快感の中毒状態。作中ではピエールにその症状が現われた（ジュンにも兆候が見られた）。
生命の樹
アトランディアに存在する、地球の支柱でもある巨大な樹木。堕天翅族はアクエリオンと生命の樹を利用し、新たな堕天翅族の時代を到来させようと目論む。最終的に堕天翅族のアクエリオンに対する考えのミスから生命の樹は枯死し、樹に蓄えられた莫大なプラーナが地球内部に逆流してしまい、地球は滅亡の危機に直面する。
シャングリラ
堕天翅族と戦ったかつての人類が築き上げた巨大な地下都市。「人類最後の砦」「伝説の都」と称されていたが所在は判明していなかった。実は旧アリシア王国の地下に存在し、アリシア王国はここを接収するために滅ぼされた。地下を巨大な龍脈が走りエネルギーに溢れるため、膨大なエネルギーを消費するアクエリオンの運用に欠かせない。不動だけがその存在や事実を知っており、彼の茶室と畳一枚を隔てて繋がっている。
プラーナ
堕天翅族の生命の源。しかし、彼らが毛嫌いしている人間からしか採れないエネルギーでもある。原則として堕天翅族しか利用することはできないが、人間側ではリーナがプラーナの吸収・放出を可能とする。これによりアクエリオンの一時的なパワーアップ（シルバーアクエリオンになること）や、侵食され朽ちたアクエリオンの復活・再生も可能となった。プラーナを扱える以上、リーナはシルヴィアやシリウスと同様、何らかの形で堕天翅族に近い身体的形質を持っていることになる。
創聖合体
アポロ・シリウス・頭翅がソーラー・アクエリオンで合体し、莫大なオーラで巨大化して黄金に輝く太陽の翼となっている（一般にゴールドソーラーアクエリオンと呼ばれる形態）。地球を救うために3人は人柱となり、創聖合体の状態から無限合體拳を放って新たな生命の樹の根を地球に張り巡らせた。元々は堕天翅族だったアポロニアスが改造し、セリアン達人類と共に搭乗していたことから、3機のうち1機には堕天翅族が搭乗し、堕天翅族と人類が心から信じ合わなければ成し得ない合体であり、シルヴィアがセリアンの記憶と意志を3人に伝え、初めて信じ合ったことで創聖合体を成し遂げた。アポロニアスの人格となったアポロが、他の搭乗者と合体する時にもこのコールを使用している（ただし通常のコールとは違い、アポロ一人で全てコールする）。
無限合體拳（むげんがったいけん）
黄金に輝く太陽の翼となったソーラーアクエリオンが地球を救うために放った最後の技。無限拳を地球全域に打ち込むことにより楔として大地を永劫に繋ぎ止め、脚部を光の根に変えて地球全体に張り巡らせることにより枯れた生命の樹の代わりになる。この技を発動させるためには搭乗員3人が犠牲にならなければならず、アポロ・シリウス・頭翅の3人は地球を救うためにあえて人柱となった。
太陽の翼
人類側の理解では、「太陽の翼」とはアポロニアスまたはその転生者のことだった。第1話の「もう一人の翼が。アクエリオンの魂を司る、アトランティスの勇者、太陽の翼が、目を覚ます」というリーナの予言では、「もう一人の翼」や「太陽の翼」はアポロニアスまたはその転生者を指していると解釈するのが自然である。ところが、第25話でトーマは「太陽の翼とは、我が愛する神話的複合生命体、アクエリオンのことだ！」、「アポロニアスは私を裏切り、アトランディアを去って行った。しかし、翅無しどもの地で、新たな姿として生まれ変わり、帰ってきたんだよ。太陽の翼、アクエリオンとして！ そして太陽の翼は、恐ろしいほどに美しい光で、アトランディアを滅ぼした。それはそれは、美しい光で」と述べた。つまりトーマの理解では、「太陽の翼」とはアクエリオンのことだった。第26話でトーマは神話的複合生命体としてのアクエリオンを利用して生命の樹を受粉させようとしたが、なぜか生命の樹は枯れてしまい、失敗に終わった。その原因は、アクエリオンには人と天翅の両方が乗り込まなければその真の力を発揮できないためだった。その後、トーマが乗り込んで創聖合体することでアクエリオンは一万二千年前に持っていた黄金の輝きを取り戻し、神話的複合生命体としての力を存分に発揮することができた。従ってトーマの理解では、通常のアクエリオンは「まだ目覚めていない太陽の翼」、生命の樹に授粉しているアクエリオンは「目覚めたかに思えた太陽の翼」、無限合體拳を放っているアクエリオンは「今度こそ本当に目覚めた太陽の翼」ということになる。CDドラマ「一万二千年の足跡」でセリアンは「太陽の翼、アクエリオンの力が、どれだけ強く、そして危険か。あなたもよく分かったでしょう」と述べており、人類側でも一万二千年前には「太陽の翼」とはアクエリオンのことだったと分かる。このように「太陽の翼」という象徴的な言葉が指している具体的なものとしては「アポロニアスまたはその転生者」と「アクエリオン」の2通り存在するが、なぜそのように2通りの意味を持つに至ってしまったのか、その経緯については定かではない。なお、「太陽の翼」という言葉で「光り輝く黄金の翼」そのものを直接指したことはなく、あくまでもそのような翼を持つ者のことを指す。
他の論点としては、「太陽の翼」の構成要素の問題がある。一万二千年前に堕天翅族と戦っていた「太陽の翼」にはアポロニアスの翅や魂の一部は組み込まれておらず、それらが「埋葬」されたのはアポロニアスの死後である。従って当時の機械天使アクエリオンにはアポロニアスに由来する部品は含まれておらず、トーマが「新たな姿として生まれ変わり、帰ってきたんだよ。太陽の翼、アクエリオンとして！」と述べているのは具体的には「アポロニアスがアクエリオンに乗ってやってきた」という意味になる。

## スタッフ
- 原作 - 河森正治、湯山邦彦、サテライト
- 監督 - 河森正治
- アクエリオンモデリング - 八木下浩史
- シリーズ構成 - 大野木寛、河森正治
- キャラクター原案 - 金田榮路
- キャラクターデザイン - 藤川太
- コンセプトデザイン - OKAMA
- アクエリオンデザイン - 河森正治
- メカニックデザイン - 高倉武史
- モニタグラフィックデザイン - 佐山善則
- 美術監督 - 太田大
- 色彩設計 - 中山久美子
- 撮影監督 - 前田洋志
- 編集 - 竹内康晃
- CG監督 - 小林謙一
- CGアニメーション監督 - 井野元英二
- 3Dアニメーションチーフ - 井野元英二、原田丈
- アクエリオンモデリング - 八木下浩史
- 音楽 - 菅野よう子、保刈久明
- 音響監督 - 三間雅文
- 音楽プロデューサー - 佐々木史朗、太田敏明
- プロデューサー - 岩崎篤史、峯岸卓生、服部洋之、里吉純、葛西励
- アニメーション制作 - サテライト
- 製作 - Project AQUARION（メディアファクトリー、博報堂DYメディアパートナーズ、東北新社、バンダイ）

## 主題歌

### テーマソング
オープニングテーマ
「創聖のアクエリオン」（第3話 - 第17話）
作詞 - 岩里祐穂 / 作曲・編曲 - 菅野よう子
歌 - AKINO from bless4
「Go Tight!」（第18話 - 第25話）
作詞 - 岩里祐穂 / 作曲・編曲 - 菅野よう子
歌 - AKINO from bless4
エンディングテーマ
「オムナ マグニ」（第2話 - 第13話、第15話 - 第24話）
作詞 - Gabriela Robin / 作曲・編曲 - 菅野よう子
歌 - 牧野由依
「荒野のヒース」（第14話のみ）
作詞 - 岩里祐穂 / 作曲・編曲 - 菅野よう子、保刈久明
歌 - AKINO from bless4
「Celiane」（第25話のみ）
作詞・歌 - Gabriela Robin / 作曲・編曲 - 菅野よう子
挿入歌
「プライド～嘆きの旅」（第8話、第10話）
作詞 - 岩里祐穂 / 作曲・編曲 - 菅野よう子
歌 - AKINO from bless4
「鳥になって」（第11話）
作詞 - 岩里祐穂 / 作曲・編曲 - 菅野よう子
歌 - 多田葵
「Celiane」（第12話）
作詞・歌 - Gabriela Robin / 作曲・編曲 - 菅野よう子
「リーナのタンポポ」（第17話）
作詞 - Gabriela Robin / 作曲・編曲 - 菅野よう子、保刈久明
歌 - 佐藤裕美
「ニケ15歳」（第20話）
作詞 - 岩里祐穂 / 作曲・編曲 - 菅野よう子
歌 - AKINO from bless4
「荒野のヒース」（第24話）
作詞 - 岩里祐穂 / 作曲・編曲 - 菅野よう子、保刈久明
歌 - AKINO from bless4
「Genesis of Aquarion」（第26話）
作詞 - 岩里祐穂 / 作曲・編曲 - 菅野よう子 / 英語詞 - bless4
歌 - AKINO from bless4

- 挿入曲には前期オープニングテーマの「創聖のアクエリオン」が、後期オープニングテーマになってからは「Go Tight!」がそれぞれ使われた。また、第1話と第2話はOP無し。最終回（第26話）はテレビ放送版ではOP・ED無し。DVD版では「創聖のアクエリオン」が使用された。
- 『劇場版アクエリオン』のTVCMソングとして使用されているオープニングテーマの「創聖のアクエリオン」と「Go Tight!」をアポロ役の寺島拓篤、シルヴィア・ド・アリシア役のかかずゆみ、紅麗花役の小林沙苗3人が歌っているもの、そして第14話に使用されたエンディングテーマ、「荒野のヒース」もリーナ・ルーン役の佐藤ひろ美バージョンとして2007年10月10日から配信限定でリリースされていたが、2007年11月22日発売のOVA2巻限定愛蔵版特典のスペシャルCDに収録された。

### 楽曲の人気
『アニメージュ』の企画「第28回アニメグランプリ」では「アニメソング部門」で「創聖のアクエリオン」が第28位にランクインした。
テーマソングの中でも前期オープニングテーマ「創聖のアクエリオン」は、パチンコのCMに起用されたこともあり、そのインパクトのある歌詞がインターネット上の掲示板やコミュニティで大きな話題となった。
2007年になってからは約2年ぶりにオリコンなどのランキング上位に復活するという現象が起こったが、各メディアによると本作のパチンコCMに起用され、全国的にオンエアされたことがそのきっかけとなったという。その人気は、2009年にJASRAC賞で銀賞を獲得するに至ったほどである。

## 各話リスト
| 話数   | サブタイトル           | 脚本              | 絵コンテ                     | 演出           | 作画監督               | 放送日        |
| ------ | ---------------------- | ----------------- | ---------------------------- | -------------- | ---------------------- | ------------- |
| 第1話  | 天翅の記憶             | 河森正治          | 河森正治                     | ところともかず | 入江篤 藤川太          | 2005年 4月5日 |
| 第2話  | 闇の獣                 | 河森正治          | 赤根和樹                     | 菊地康仁       | 結城信輝               | 4月12日       |
| 第3話  | エレメントスクール     | 河森正治          | ところともかず               | 鹿島典夫       | 米本リョウ             | 4月19日       |
| 第4話  | はだしの戦士           | 河森正治          | 田中孝行                     | 田中孝行       | 神戸洋行               | 4月26日       |
| 第5話  | 地下迷宮の王           | 大野木寛          | OH SEUNG HYUN ところともかず | KIM YOUNG CHAN | LEE JONG HYUN 柳野龍男 | 5月3日        |
| 第6話  | 想い彼方へ             | 河森正治          | 山中英治                     | 友田政晴       | 谷口守泰               | 5月10日       |
| 第7話  | 深紅の薔薇の騎士       | 大野木寛          | ところともかず               | 工藤進         | 渡部裕子               | 5月17日       |
| 第8話  | はじめてのがったい     | 岡部雅子          | 田中孝行                     | 田中孝行       | 鷲田敏弥               | 5月24日       |
| 第9話  | 夢のかよひじ           | 大野木寛          | 佐藤英一                     | KIM YOUNG CHAN | LEE JONG HYUN 柳野龍男 | 5月31日       |
| 第10話 | 空に星、地に花         | 岡部雅子          | 菊地康仁                     | 菊地康仁       | 渡部裕子               | 6月7日        |
| 第11話 | 水底のしあわせ         | 杉原由美子        | 鹿島典夫                     | 鹿島典夫       | 米本リョウ             | 6月14日       |
| 第12話 | 琥珀の時               | 大野木寛          | 菊地康仁                     | 菊地康仁       | 山崎秀樹               | 6月21日       |
| 第13話 | 一万二千年のラブレター | 大野木寛          | 河森正治                     | ところともかず | 入江篤                 | 6月28日       |
| 第14話 | 光る影                 | 黒河影次          | 白河明次                     | 田中孝行       | 鷲田敏弥 山崎秀樹      | 7月5日        |
| 第15話 | 初恋のアクエリオン     | 大野木寛          | 山中英治                     | 友田政晴       | 武本大介               | 7月12日       |
| 第16話 | 黒い鏡                 | 高橋ナツコ        | こでらかつゆき               | 笹嶋啓一       | 藤川太                 | 7月19日       |
| 第17話 | 食べたくて合体         | 河森正治          | 田中孝行                     | 榎本守         | 小美野雅彦             | 7月26日       |
| 第18話 | 魂のコスプレイヤー     | 河森正治          | 鹿島典夫                     | 鹿島典夫       | 米本リョウ             | 8月2日        |
| 第19話 | けがれなき悪戯         | 大野木寛          | こでらかつゆき うつのみや理  | 菊地康仁       | うつのみや理 高橋裕一  | 8月9日        |
| 第20話 | 天翅の翅音             | 高橋ナツコ        | 山中英治                     | 友田政晴       | 武本大介               | 8月16日       |
| 第21話 | 紅い道                 | 高橋ナツコ        | 山崎たかし                   | KIM YOUNG CHAN | LEE JONG HYUN 柳野龍男 | 8月23日       |
| 第22話 | 見えない翼             | 大野木寛          | 殿勝秀樹                     | 殿勝秀樹       | 入江篤                 | 8月30日       |
| 第23話 | 翼、儚く               | 大野木寛          | ところともかず 殿勝秀樹      | ところともかず | 山崎秀樹               | 9月6日        |
| 第24話 | 天空のゲート           | 高橋ナツコ        | 山崎たかし                   | 鹿島典夫       | 鷲田敏弥               | 9月13日       |
| 第25話 | 決戦!!アトランディア   | 大野木寛          | 菊地康仁                     | 菊地康仁       | 渡部裕子               | 9月20日       |
| 第26話 | 世界のはじまりの日     | 大野木寛 河森正治 | 河森正治                     | 菊地康仁       | 藤川太 入江篤          | 9月27日       |

## 放送局
| 放送地域       | 放送局         | 放送期間                 | 放送日時                     | 放送系列       | 備考                                     |
| -------------- | -------------- | ------------------------ | ---------------------------- | -------------- | ---------------------------------------- |
| 関東広域圏     | テレビ東京     | 2005年4月5日 - 9月27日   | 火曜 1:00 - 1:30（月曜深夜） | テレビ東京系列 |                                          |
| 大阪府         | テレビ大阪     | 2005年4月6日 - 9月28日   | 水曜 1:30 - 2:00（火曜深夜） | テレビ東京系列 |                                          |
| 愛知県         | テレビ愛知     | 2005年4月6日 - 9月28日   | 水曜 2:28 - 2:58（火曜深夜） | テレビ東京系列 |                                          |
| 北海道         | テレビ北海道   | 2005年4月6日 - 9月28日   | 水曜 2:30 - 3:00（火曜深夜） | テレビ東京系列 |                                          |
| 福岡県         | TVQ九州放送    | 2005年4月10日 - 10月2日  | 日曜 1:55 - 2:25（土曜深夜） | テレビ東京系列 |                                          |
| 岡山県・香川県 | テレビせとうち | 2005年4月10日 - 10月2日  | 日曜 2:00 - 2:30（土曜深夜） | テレビ東京系列 |                                          |
| 日本全域       | ファミリー劇場 | 2005年7月3日             | 日曜 14:30 - 16:00           | CS放送         | 第1話 - 第3話を連続放送 リピート放送あり |
| 日本全域       | ファミリー劇場 | 2005年7月26日 - 12月27日 | 火曜 19:00 - 19:30           | CS放送         | 第4話 - 第26話 リピート放送あり          |

上記のほか、2008年にはBS11、2009年にはAT-X、2011年にはTOKYO MXやテレビ愛媛でも放送されたが、TOKYO MXでは第11話が諸事情から未放送となった。

## 漫画
以下の漫画作品がそれぞれ連載されている。

### 創聖のアクエリオン 〜未来神話〜
「月刊ドラゴンエイジ」（富士見書房）で2005年5月号から9月まで連載された。2005年10月1日初版発行。原案：河森正治・サテライト、作画：高嘴政宗。
基本設定などはアニメ版に準じるが、ストーリーはオリジナルのものとなっている。アポロやシリウスといったエレメントスクールの一軍メンバーの出番は少なく二軍メンバーにスポットを当てている。なお、漫画版オリジナルの必殺技として「アクエリオンソード」が登場する。
登場人物
神城 ゆるぎ（かみしろ ゆるぎ）
漫画版の主人公。未来を先読みするエレメント能力を持つ。姉を堕天翅族に殺されており、その敵を討つためにアクエリオンに乗ることを望む。困っている者を放っておけない性格のようで、ピンチに陥ったシェリルを度々救っている。自らの能力にあまり自覚はないが、そのエレメント能力からジャンケンには負けたことが一度もない。
アレクセイ・スミゴノフ
未来を先読みするエレメント能力を持つ。妹を堕天翅族に殺されており、その敵を討つためにアクエリオンに乗ることを望む。二軍メンバーの中では一番の成績優秀者で同じ二軍のメンバーからは度々「天才」と評されている。だが、本人曰く自分にはエレメント能力はほとんどなく、努力で才能あるものと競ってきたが根本的な能力の欠如は埋められなかったらしい。
シェリル・セアラ
相手の妄想のイメージを認知し、その妄想を記憶から消すエレメント能力を持つ。ミニスカートを着ながら地面に直接座り神城ゆるぎにパンツを見られる、床崩れに遭うなどやや無用心な一面がある。
トーマス
俊足のエレメントを持つ。エレメント候補者を選ぶ試験では神城ゆるぎに未来を先読みされ敗北を喫したが試験には合格した模様。

### 創聖のアクエリオン 〜虚空の天翅〜
ウェブコミック誌「FlexComixネクスト」（フレックスコミックス）で2009年1月6日更新分から2011年12月6日更新分まで29回に渡って連載された。ラフなどの作業自体は2008年4月頃から開始している。TV版とはいくつかの設定・展開が異なる、並行世界的なストーリーである。原作：河森正治・サテライト、作画：浅川圭司。
各巻発売日とサブタイトル
単行本全6巻の発売日（・初版発行日）は順に2009年8月11日（・8月20日）、2010年1月12日（・1月20日）、7月12日（・7月20日）、2011年3月12日（・3月20日）、9月12日（・9月20日）、2012年2月10日（・2月20日）。
- 1巻収録は第1話「天翅の記憶」、第2話「求めし者」、第3話「想い彼方へ」、第4話「38万kmの拳」。
- 2巻収録は第5話「希望と絶望の匣」、第6話「裸足のせんし（前編）」、第7話「裸足のせんし（後編）」、第8話「サマータイム―少女達の決意―」、第9話「新・琥珀の時<太陽>」。
- 3巻収録は第10話「新・琥珀の時<月>」、第11話「魂のコスプレイヤー」、第12話「怒れる音楽翅」、第13話「本当の自分」、第14話「三本の矢」。
- 4巻収録は第15話「使者来たる」、第16話「新国連軍と地球再生機構」、第17話「トライアングル・ハート」、第18話「未来を託されし翼」、第19話「未来からのラブレター」、第20話「崩壊の境界」。
- 5巻収録は第21話「来襲、黒衣の軍団」、第22話「プライド」、第23話「赤と灰色」、第24話「星の拳」。
- 6巻収録は第25話「予兆」、第26話「決戦、アトランディア」、第27話「クロスファイア」、第28話「異世界からの使者」、最終話（第29話）「虚空の天翅」。

登場人物
ニース・パンドーラ
本作唯一のオリジナルキャラクター。TV版のストーリーを基盤としつつ、ニースが関わることによって異なる展開が生じる。
1巻終盤では無限拳が月に当たった衝撃で時空が歪み、時空の穴から黒いベクターに乗った謎の少女が登場する。
2巻冒頭ではベクターソルに酷似した黒いベクターの研究が新国連軍により開始され、他方で記憶喪失となっているそのキャラクターが不動GENの能力によってニース・パンドーラという名前であると告げられる。2巻終盤ではニースがトーマに接触することにより、トーマは「何だ!? 何なのだこの記憶は!? 存在する筈が無い!! お前は!!」と叫び、記憶を部分的に取り戻したニースはその後トーマに対して「兄さん!!!」と叫ぶ。つまりニースが時空を超える前の世界でトーマの妹であったことが判明するが、時空を超えた後の世界では2通りの解釈が可能であり、ニースなど初めから存在しなかったがニースとの接触によりトーマに記憶が移植された可能性と、ニースは確かに存在したがこの世界では一万二千年前に既に死んでいたという可能性が考えられる。
3巻冒頭では黒いベクターの解析に成功し機体の量産が可能になったことが告げられ、黒いベクターがTV版などの「強攻型」に当たる要素であったことが判明する。
4巻中盤ではニースが時空を超える前の世界で無限合體拳を放った直後のアポロ・シリウス・トーマの助力によって強攻型の黒いベクターもろとも時空を超えさせられたこと、トーマの「愛しい者同士が引き裂かれてはいけないな」という台詞にあるようにその目的がTV版のような自己犠牲的な結末の回避であることが判明する。4巻終盤ではニースが新国連軍に対して「貴方たちに……私をあげるわ……」と述べており、ニースがTV版の「小天翅・双翅（フタバ）」に当たる要素でもあったことが判明する。
5巻冒頭では音楽翅・音翅（オトハ）が生きたまま鹵獲され、5巻終盤では強攻型の素材となるべくニースと共に新国連軍のラグナベースに到着する。
6巻序盤でニースは黒いベクターを「ブラックベクター」と呼ぶ。6巻中盤ではアトランディアでの決戦のさなか、グレン、ニース、音翅の乗った強攻型が登場する。6巻終盤ではニースがブラックベクターに集められた時空を超える前の世界のアクエリオンとそのエレメント達の力を使って、無限合體拳を放ち終える直前のアポロ・シリウス・トーマをアクエリオンから地上へと転送し、自らが代りの人柱となって地中に埋まる。結局、誰かが人柱になることは避けられなかったが、人々はいずれニースを救出することを誓い、物語は幕を閉じる。

## 小説
創聖のアクエリオン 天翅編
「月刊ドラゴンマガジン」2005年7月号〜12月号にて連載された。角川コミックスドラゴンJr.より2005年12月25日に初版発行。富士見ファンタジア文庫155-2。原作：河森正治・サテライト、著：大野木寛、口絵・本文イラスト：金田榮路。堕天翅トーマを主人公とし、TVアニメ本編とはいくつかの設定・展開が異なる、並行世界的なストーリー。1冊で完結している。
創聖のアクエリオン I
2005年8月25日に初版発行された本作のノベライズ本。富士見ファンタジア文庫155-1。原作：河森正治・サテライト、著：橘圭、口絵・本文イラスト：金田榮路。ノベライズのオリジナルキャラクターの双子、クロルとクリルが登場するなど、TVアニメ本編とはいくつかの設定・展開が異なる、並行世界的なストーリー。題に「I」とあるように続刊予定だったが未刊となった。

## ゲーム

### ゲームソフト
創聖のアクエリオン
2005年6月30日、BANDAIより発売（PlayStation 2）。ミッションクリア型の3DCGアクションゲーム。

### ゲームアプリ
全てソーシャルゲームとして提供されている。
合体バトル！創聖のアクエリオン
- 2011年2月22日、ニジボックスによりメディアファクトリーと共同で提供。（モバゲータウン）

創聖のアクエリオン / 創聖のアクエリオン究極激闘編
- 2011年7月25日、ニジボックスにより提供。（GREE）
- 2011年9月14日、ニジボックスにより提供。（Mobage）
- 2011年11月8日、ニジボックスにより提供。（コロプラ）
- 2012年3月8日、ニジボックスにより提供。（mixiゲーム）

アクエリオン大戦
- 2012年10月31日、ニジボックスとオーバーラップにより提供。（GREE）
- 2012年10月31日、ニジボックスとオーバーラップにより提供。（Mobage）
- 2012年10月31日、ニジボックスとオーバーラップにより提供。（mixiゲーム）
- 2012年11月29日、ニジボックスとオーバーラップにより提供。（ヤマダゲーム）
- 2012年12月3日、ニジボックスとオーバーラップにより提供。（entag!）
- 2012年12月25日、ニジボックスとオーバーラップにより提供。（pixivゲーム）

### 他作品とのクロスオーバー
このほか、バンダイナムコエンターテインメントのロボットクロスオーバー作品に登場。本作のキャラクター、ロボットが複数登場（参戦）し、いくつかのストーリーエッセンスもゲームシナリオに組み込まれている。
スーパーロボット大戦シリーズ

スーパーロボット大戦Z（2008年9月25日、PlayStation 2）
シリーズ内シリーズ「Zシリーズ」第1作目。シナリオは原作を最後まで消化。エンディングによっては人柱になったアポロたちが帰ってくる。
スーパーロボット大戦Z スペシャルディスク（2009年3月5日、PlayStation 2）
『スーパーロボット大戦Z』のファンディスク。失恋を引きずるピエールがエスペランサ（『機動新世紀ガンダムX』に登場するMA）に擦りついたりするギャグのような展開もあるが前作でわかりあえたはずの頭翅が敵として登場し、それをシルヴィアが諭すような展開もある（結局、頭翅はそれを思い出して説得される）。
第2次スーパーロボット大戦Z 破界篇/再世篇（前編『破界篇』2011年4月14日発売、後編『再世篇』2012年4月5日発売、PlayStation Portable）
「Zシリーズ」第2作目。前後編の二編構成。武器に壱発逆転拳が追加されている。平行世界がメインの舞台なのでゲスト扱い。
第3次スーパーロボット大戦Z 天獄篇（2015年4月2日発売、PlayStation 3 / PlayStation Vita）
「Zシリーズ」第3作目にして完結編。こちらも二編構成でその後編にあたるが、前編である『時獄篇』には登場しない。本作には続編である『EVOL』も参戦しており、テレビゲームでは初めて両作の共演が実現する事になる。
スーパーロボット大戦X-Ω（2015年10月5日配信、iOS / Android）

Another Century's Episode:R（2010年8月19日、PlayStation 3）
シナリオクリア型の3DCGアクションゲーム。本作ではソーラーアクエリオン（ベクターソル）がアポロ以外のエレメントの乗り換え、アクエリオンマーズ（ベクターマーズ）がアポロと女性エレメントでも乗り換え可能、アクエリオンルナ（ベクタールナ）が男性エレメントでも乗り換えができるようになっている。なお、本作はOVA『真ゲッターロボ 世界最後の日』に続く、2作目のA.C.E.シリーズに参戦したスーパーロボット系作品である。

## パチンコ&パチスロ
本作のアニメ制作会社であるサテライトは、2006年からSANKYOと資本提携して系列下に入っている。SANKYOよりパチンコとパチスロの台がリリースされている。
関連項目
- 多岐川華子 - CRフィーバー創聖のアクエリオンのイメージキャラクターであり、CMにも出演。

## 関連商品
超合金
- DX超合金 創聖合体アクエリオン（2005年9月30日）- バンダイ。同じパッケージで2006年2月下旬に再発売されている
- DX超合金 強攻型アクエリオン（2006年3月11日）- バンダイ
- DX超合金 創聖合体アクエリオン（2008年3月29日）- バンダイ。リニューアルパッケージでの再発売
- DX超合金 創聖合体アクエリオン ゴールドVer.（2010年3月28日）- バンダイ。魂ウェブ限定の予約生産
- スーパーロボット超合金 ソーラーアクエリオン（2011年12月23日）- バンダイ

DVD/Blu-ray、劇場版、イベント
- 創聖のアクエリオン DVD Vol.1（2005年7月22日）- TV版1-2話。初回仕様と毎回仕様で異なる
- ステージドラマ「不動を探せ！」（2005年8月20日）- キャラホビ2005ステージイベント
- 創聖のアクエリオン DVD Vol.2（2005年8月25日）- TV版3-5話。初回仕様と毎回仕様で異なる
- 創聖のアクエリオン DVD Vol.3（2005年9月22日）- TV版6-8話。初回仕様と毎回仕様で異なる
- 創聖のアクエリオン DVD Vol.4（2005年10月25日）- TV版9-11話。初回仕様と毎回仕様で異なる
- 創聖のアクエリオン DVD Vol.5（2005年11月25日）- TV版12-14話。初回仕様と毎回仕様で異なる
- アキバ・ロボット文化祭2005（2005年11月26日）- イベント。河森正治監督によるセミナー
- 創聖のアクエリオン DVD Vol.6（2005年12月22日）- TV版15-17話。初回仕様と毎回仕様で異なる
- 創聖のアクエリオン DVD Vol.7（2006年1月25日）- TV版18-20話。初回仕様と毎回仕様で異なる
- 神話的合体新年会（2006年1月27日）- イベント
- 創聖のアクエリオン DVD Vol.8（2006年2月24日）- TV版21-23話。初回仕様と毎回仕様で異なる
- 創聖のアクエリオン DVD Vol.9（2006年3月24日）- TV版24-26話。初回仕様と毎回仕様で異なる
- 神話的釈明会―裏切りの発売日―（2007年1月22日）- イベント
- 東京国際アニメフェア2007「アクエリオン」イベントステージ（2007年3月24日）
- 創星のアクエリオン―裏切りの翼― DVD（2007年5月25日）- OVA前編。限定愛蔵版と通常版で異なる
- “劇場版アクエリオン”完成披露試写会（2007年9月10日）- イベント
- 劇場版アクエリオン（2007年9月22日）- 創星神話篇（OVA版の再編集）と壱発逆転篇（TV版の挿話）の併映
- フィーバー創聖のアクエリオン発表展示会（2007年10月9日）- イベント
- 創星のアクエリオン―太陽の翼― DVD（2007年11月22日）- OVA後編。限定愛蔵版と通常版で異なる
- 一夜限りの完全合体！「フィーバー創聖のアクエリオン」INスペイン坂（2007年11月24日）- イベント
- 神話的新年会2008 〜合体の軌跡〜（2008年1月19日）- イベント
- 創聖のアクエリオン DVD-BOX（2008年1月25日）- TV版1-26話。特典DISC付き
- 劇場版アクエリオン―壱発逆転篇― DVD（2008年2月22日）- 劇場で上映されたTV版の挿話
- 東京国際映画祭2008プログラム「ビジョンクリエーター河森正治の世界」（2008年10月19日）- イベント
- 劇場版アクエリオン―創星神話篇&壱発逆転篇― Blu-ray（2008年12月5日）- 創星神話篇を初収録
- Blu-ray発売記念トークイベント「神話的星誕祭」（2008年12月13日）
- パチンコ&パチスロ『創聖のアクエリオン』発表展示会（2010年2月4日）- SANKYO主催
- 劇場版マクロスF 恋離飛翼〜サヨナラノツバサ〜（2011年2月26日）- 新作「アクエリオンEVOL」の特報
- アクエリオン完全合体 Blu-ray BOX（2011年3月30日）- TV版、OVA版、劇場版、特典映像を収録

CD・楽譜
- Genesis of AQUARION（2005年4月27日）
- 創聖のアクエリオン Original Sound Track（2005年6月8日）
- Go Tight!（2005年8月24日）
- GENESIS OF AQUARION Original Sound Track 2（2005年9月22日）
- 天球の音楽（2006年12月6日）- 牧野由依
- Lost in Time（2007年11月7日）- AKINO from bless4
- SANKYO「フィーバー創聖のアクエリオン」CMソング 創聖のアクエリオン（2007年11月7日）
- バンドピース858 創聖のアクエリオン by AKINO（2007年12月8日）- 楽譜
- バンドスコア・ピース 創聖のアクエリオン／Go Tight!（2008年2月17日）- 楽譜

ゲーム
- 創聖のアクエリオン（2005年6月30日）- PS2ゲーム、バンダイ。応募者全員特典「創聖のアクエリオン」スペシャル UMD Video
- 創聖のアクエリオンIN MOBILE（2005年10月24日）- iモードコンテンツ
- スーパーロボット大戦Z（2008年9月25日）- PS2ゲーム、バンプレスト。アクエリオン参戦
- スーパーロボット大戦Z スペシャルディスク（2009年3月5日）- PS2ゲーム、バンプレスト。アクエリオン参戦
- Another Century's Episode: R（2010年8月19日）- PS3ゲーム、バンダイナムコゲームス。アクエリオン参戦
- 第2次スーパーロボット大戦Z 破界篇（2011年4月14日）- PSPゲーム、バンダイナムコゲームス。アクエリオン参戦
- 第2次スーパーロボット大戦Z 再世篇（2012年4月5日）- PSPゲーム、バンダイナムコゲームス。アクエリオン参戦

パチンコ&パチスロ
- CRフィーバー創聖のアクエリオン（2007年11月19日）- 2機種リリース
- CRAフィーバー創聖のアクエリオン Light Ver.（2008年3月14日）- 4月頃からリリース

書籍
- 合体指南書（2005年7月23日） - 公式同人誌（東京キャラクターショー2005）
- 創聖のアクエリオン I （2005年8月20日） ISBN 978-4-8291-1784-2 - ノベライズ本
- 創聖のアクエリオン パーフェクトワークス（2005年9月22日） ISBN 978-4-04-707193-3 - PS2ゲームの攻略本
- 創聖のアクエリオン〜未来神話〜（2005年10月1日） ISBN 978-4-04-712423-3 - 漫画版
- 創聖のアクエリオン 2006カレンダー（2005年11月7日）
- 創聖のアクエリオン コンプリート（2005年11月18日） ISBN 978-4-8401-1459-2 - オフィシャルファンブック
- AQUARION ILLUSTRATIONS -金田榮路 ART WORKS-（2005年12月12日） ISBN 978-4-7973-3320-6 - 画集
- 創聖のアクエリオン 天翅編（2005年12月） ISBN 978-4-8291-1784-2 - 「月刊ドラゴンマガジン」で連載された小説版
- 河森正治デザインワークス（2006年3月20日） ISBN 978-4-8443-5843-5 - アクエリオンの構想など
- 空想科学読本5 （2006年7月29日） ISBN 4-8401-1569-9 - 第二部の二題目に無限パンチについての研究が掲載
- 合体指南書 其の弐（2006年8月11日） - 公式同人誌（コミケ70）
- 合体指南書 其の参（2007年12月29日） - 公式同人誌（コミケ73）
- 創聖のアクエリオン アンソロジーコミック（2008年3月31日）- アンソロジー
- 創聖のアクエリオン〜虚空の天翅〜 1（2009年8月11日）- 漫画版
- 創聖のアクエリオン〜虚空の天翅〜 2（2010年1月12日）- 漫画版
- 創聖のアクエリオン〜虚空の天翅〜 3（2010年7月12日）- 漫画版
- 創聖のアクエリオン〜虚空の天翅〜 4（2011年3月12日）- 漫画版
- 創聖のアクエリオン〜虚空の天翅〜 5（2011年9月12日）- 漫画版
- 創聖のアクエリオン〜虚空の天翅〜 6（2012年2月10日）- 漫画版

雑誌
- アニメージュ 2005年7月号（2005年6月10日）
- フィギュア王 No.90（2005年7月24日）- 「新連載 パワー・オブ・アクエリオン Vol.1」（廣田恵介）
- フィギュア王 No.91（2005年8月24日）- 「パワー・オブ・アクエリオン VOL.2」（廣田恵介）
- フィギュア王 No.92（2005年9月24日）- 「パワー・オブ・アクエリオン VOL.3」（廣田恵介）
- フィギュア王 No.93（2005年10月24日）- 「パワー・オブ・アクエリオン VOL.4」（廣田恵介）
- フィギュア王 No.94（2005年11月24日）- 「パワー・オブ・アクエリオン VOL.5」（廣田恵介）
- フィギュア王 No.95（2005年12月24日）- 「パワー・オブ・アクエリオン VOL.6」（廣田恵介）
- フィギュア王 No.96（2006年1月24日）- 「パワー・オブ・アクエリオン VOL.7」（廣田恵介）
- フィギュア王 No.97（2006年2月24日）- 「パワー・オブ・アクエリオン VOL.8」（廣田恵介）
- アニメーションRE Vol.3（2006年3月22日）
- フィギュア王 No.98（2006年3月24日）- 「パワー・オブ・アクエリオン VOL.∞」（廣田恵介）
- フィギュア王 No.99（2006年4月24日）- 「VARIABLE RIDE 1st Ride」（廣田恵介）
- フィギュア王 No.100（2006年5月24日）- 「VARIABLE RIDE 2nd Ride」（廣田恵介）
- フィギュア王 No.101（2006年6月24日）- 「VARIABLE RIDE 3rd Ride」（廣田恵介）
- フィギュア王 No.102（2006年7月24日）- 「VARIABLE RIDE 4th Ride」（廣田恵介）
- フィギュア王 No.103（2006年8月24日）- 「VARIABLE RIDE 5th Ride」（廣田恵介）
- フィギュア王 No.104（2006年9月25日）- 「VARIABLE RIDE 6th Ride」（廣田恵介）
- フィギュア王 No.105（2006年10月24日）- 「VARIABLE RIDE 7th Ride」（廣田恵介）
- フィギュア王 No.106（2006年11月24日）- 「VARIABLE RIDE 8th Ride」（廣田恵介）
- フィギュア王 No.107（2006年12月25日）- 「VARIABLE RIDE 9th Ride」（廣田恵介）
- フィギュア王 No.108（2007年1月24日）- 「VARIABLE RIDE 10th Ride」（廣田恵介）
- フィギュア王 No.109（2007年2月24日）- 「裏切りのVARIABLE RIDE 11th RIDE」（廣田恵介）
- フィギュア王 No.110（2007年3月24日）- 「裏切りのVARIABLE RIDE 12th RIDE」（廣田恵介）
- フィギュア王 No.111（2007年4月24日）- 「裏切りのVARIABLE RIDE 13th RIDE」（廣田恵介）
- フィギュア王 No.112（2007年5月24日）- 「裏切りのVARIABLE RIDE LAST RIDE」（廣田恵介）
- フィギュア王 No.121（2008年2月24日）- 「『アクエリオン』新年会2008で昨年のブームを大回顧！」（廣田恵介）

## DX超合金の評価
監督の評価
DX超合金について河森は「かなり遊べます。変形させずに二、三時間遊んだが、まだ遊び足りなかったので変形し始めたら何日かは十分に遊べます」と述べている。

## 舞台

### ひと夏のアクエリオン
『ひと夏のアクエリオン 一万年と二千年前から愛してる』は、2015年7月24日より公演の『ノブナガ・ザ・フール』に続く、多次元プロジェクト"The Fool"による第2回舞台作品。10周年記念として演劇部をメインとしたロボットが登場しない作品として舞台化。
登場人物
ライハ/拳一
神話の時代の堕天翅族。1万2千年後に演劇部の新入部員として転生する。
ガレ/波瑠斗
神話の時代の魔導士。1万2千年後に演劇部のエースとして転生する。
イリヤ/優花
神話の時代の挟間の巫女。1万2千年後に演劇部員として転生する。

出演
- ライハ - 小林裕介（声 7月24日公演）
- ガレ - 菅沼久義（声 7月24日公演）
- ライハ - 内田雄馬（声 7月25日公演）
- ガレ - 柿原徹也（声 7月25日公演）
- ライハ - 近藤隆（声 7月26日公演）
- ガレ - 興津和幸（声 7月26日公演）
- 拳一/ライハ - 安達勇人（演）
- 波瑠斗/ガレ - 北村諒（演）
- 優花/イリヤ - 小玉百夏（演）
- 星影/演劇部部長 - 田中良子（演）
- 豆平/演劇部員 - 竹内諒太（演）
- しずか/演劇部員 - 鈴木有希（演）
- 薫/演劇部員 - 西川康太郎（演）
- 不動先生 - 加藤敦（演）
- その他 - 由永モエ、林梨沙子、山田英真

スタッフ
- 原作 - 河森正治・サテライト
- ストーリー - 河森正治
- 脚本・演出 - 柿ノ木タケヲ
- 主催 - 多次元プロジェクト“The Fool”製作委員会
- 企画・制作 - サテライト、エイベックス・ライヴ・クリエイティヴ、ギャラクシープロデュース、Office ENDLESS

公演日程
- 2015年7月24日 - 26日（全5公演）、会場：AiiA 2.5 Theater Tokyo

## 評価
『アニメージュ』の企画「第28回アニメグランプリ」では「グランプリ作品部門」で本作が第57位、「サブタイトル部門」で第26話「世界のはじまりの日」が第50位にランクインした。